# 与那国島

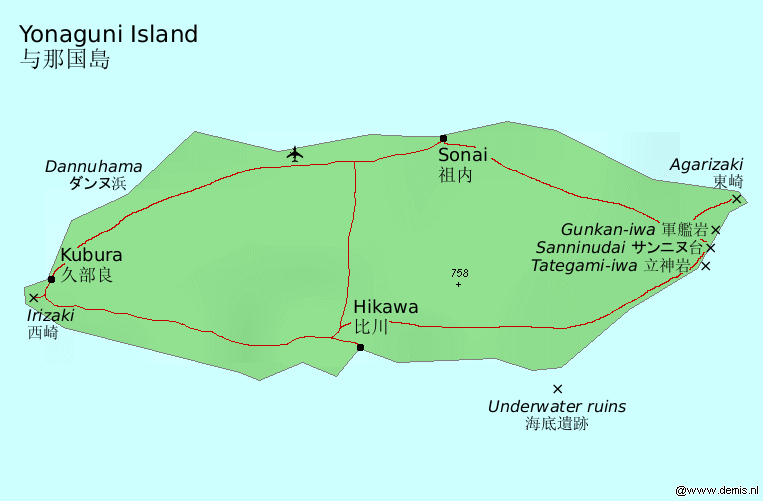
与那国島の全体図

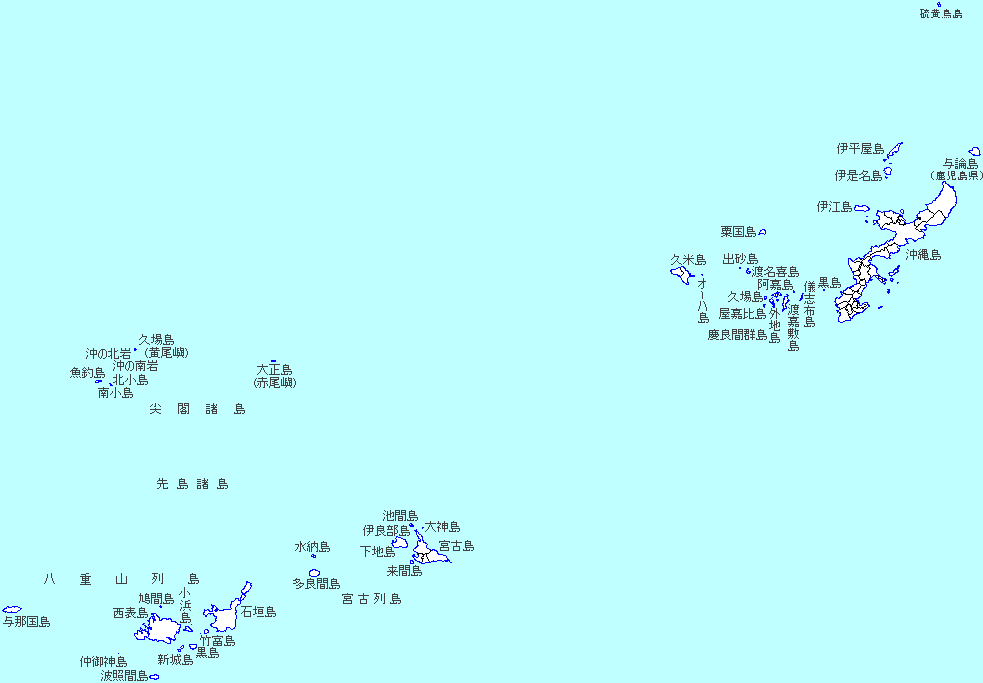
与那国島の位置

与那国島（よなぐにじま、与那国語: どぅなんちま）は、南西諸島八重山列島の島。日本の最西端に位置する島で、国境の島と呼ばれる。

## 概要
八重山列島の西端、台湾の北東に位置する。行政区分としては、一島で沖縄県八重山郡与那国町を成す。
日本最西端の島であり（与那国島西端の西崎（いりざき）の位置は北緯24度26分58秒 東経122度56分01秒 / 北緯24.44944度 東経122.93361度）、東京からの直線距離は約2,000キロメートルを超え、日本の領土の中で東京から最も離れた島である。
主要産業は、サトウキビなどの農業、畜産業、漁業。
日本の国家安全保障上重要な位置にあるため、2016年に陸上自衛隊の与那国駐屯地が開設されて沿岸監視隊が配備された。これにより、自衛隊員とその家族250人が移り住み、人口の15％近くを占めるようになった。

## 地理
面積28.82 km2 で、小笠原諸島の硫黄島や父島より若干大きい程度である。人口1,672人（2024年11月30日時点）、年平均気温23.8℃、年間降水量2,353.6 mm。石垣島からは約127 kmの国境の島で、台湾（中華民国）宜蘭県蘇澳鎮までは約111 kmしかなく、年に数回晴れて澄んだ日には、水平線上に台湾の山々を望むことができる。島は東西に細長く、ちょうどサツマイモのような形をしていて、起伏は激しいものの自転車でも3 - 4時間で一周が可能な大きさである。
島の成因はサンゴ礁の隆起ではなく、地質は主に第三紀堆積岩から成る。面積は小さいながら、200 m級の山があるなど起伏が大きい。また、島の南海岸は波で浸食され、断崖絶壁が多数ある。南側の太平洋からは一年を通じて強い風が吹くが、中央の山地によって遮られ、高地までは影響があるものの、島の北側では風はそれほど強くない。島の東端には東崎（あがりざき）、西端には西崎（いりざき）の2つの岬がある。
中央北部に祖納（そない）、西部に久部良（くぶら）、南部に比川（ひがわ）の3つの集落があり、町役場は祖納にある。主な産業は、漁業、サトウキビ農業、畜産、観光で、島の南半分および東崎では牛馬が放牧されている。比川の近くにはエビの養殖場もある。
港などにある船舶用の浮標は「水源に向かって左側は緑色」「水源に向かって右側は赤色」と定められているが、浮標の色を定めるためには特定の地点を水源として決める必要がある。海上保安庁告示（第131号昭和58年 1983年7月5日付　官報 本紙 第16925号 5頁　浮標式を定める告示）により日本の沿岸における水源は原則として与那国島とされている。
- 最西端之地碑
- 与那国島を代表する東崎の景観。与那国馬が闊歩する。

## 島名
与那国方言では、どぅなんちまと呼ばれる。
その由来には諸説があり、池間栄三は、「ゆうな」（オオハマボウ）という木に由来する説が有力であるとする。この説によれば、石垣島では与那国のことを「ゆのおん」というが、これは「ゆうなふん」の転訛で、「ゆうな」の「ふん」（群れ）、すなわち、ゆうなの群生を意味するという。そして、与那国方言では語頭のヤ行が濁音化してダ行となるから、「ゆうな」が「どぅな」となるとされる。また、「よな」は海岸の洲や、米、砂を意味するという説もあり、富島壯英は諸説を検討した上で、「どぅなん」は砂や米を意味する「よね」に由来すると結論付けている。
与那国島付近は天候が不安定で海を渡るのが難しいため、「渡難」（どぅなん）と呼ばれるともいわれるが、俗説とされる。

## 気候
熱帯雨林気候（Af）に属する。
- 最寒月平均気温 18.5℃（1月）[16]
- 乾燥限界 620 mm ＜ 年平均降水量2,323.0 mm[16]
- 最少雨月降水量 125.3 mm（7月）[16]

| 与那国島特別地域気象観測所（与那国町与那国、標高30m）の気候 | 与那国島特別地域気象観測所（与那国町与那国、標高30m）の気候 | 与那国島特別地域気象観測所（与那国町与那国、標高30m）の気候 | 与那国島特別地域気象観測所（与那国町与那国、標高30m）の気候 | 与那国島特別地域気象観測所（与那国町与那国、標高30m）の気候 | 与那国島特別地域気象観測所（与那国町与那国、標高30m）の気候 | 与那国島特別地域気象観測所（与那国町与那国、標高30m）の気候 | 与那国島特別地域気象観測所（与那国町与那国、標高30m）の気候 | 与那国島特別地域気象観測所（与那国町与那国、標高30m）の気候 | 与那国島特別地域気象観測所（与那国町与那国、標高30m）の気候 | 与那国島特別地域気象観測所（与那国町与那国、標高30m）の気候 | 与那国島特別地域気象観測所（与那国町与那国、標高30m）の気候 | 与那国島特別地域気象観測所（与那国町与那国、標高30m）の気候 | 与那国島特別地域気象観測所（与那国町与那国、標高30m）の気候 |
| 月                                                          | 1月                                                         | 2月                                                         | 3月                                                         | 4月                                                         | 5月                                                         | 6月                                                         | 7月                                                         | 8月                                                         | 9月                                                         | 10月                                                        | 11月                                                        | 12月                                                        | 年                                                          |
| ----------------------------------------------------------- | ----------------------------------------------------------- | ----------------------------------------------------------- | ----------------------------------------------------------- | ----------------------------------------------------------- | ----------------------------------------------------------- | ----------------------------------------------------------- | ----------------------------------------------------------- | ----------------------------------------------------------- | ----------------------------------------------------------- | ----------------------------------------------------------- | ----------------------------------------------------------- | ----------------------------------------------------------- | ----------------------------------------------------------- |
| 最高気温記録 °C （°F）                                      | 27.5 (81.5)                                                 | 27.7 (81.9)                                                 | 29.0 (84.2)                                                 | 31.3 (88.3)                                                 | 33.1 (91.6)                                                 | 34.2 (93.6)                                                 | 35.5 (95.9)                                                 | 34.6 (94.3)                                                 | 34.6 (94.3)                                                 | 33.9 (93)                                                   | 30.2 (86.4)                                                 | 28.0 (82.4)                                                 | 35.5 (95.9)                                                 |
| 平均最高気温 °C （°F）                                      | 20.7 (69.3)                                                 | 21.3 (70.3)                                                 | 23.0 (73.4)                                                 | 25.5 (77.9)                                                 | 28.0 (82.4)                                                 | 30.3 (86.5)                                                 | 31.7 (89.1)                                                 | 31.4 (88.5)                                                 | 30.0 (86)                                                   | 27.8 (82)                                                   | 25.3 (77.5)                                                 | 22.2 (72)                                                   | 26.4 (79.5)                                                 |
| 日平均気温 °C （°F）                                        | 18.5 (65.3)                                                 | 19.0 (66.2)                                                 | 20.5 (68.9)                                                 | 23.0 (73.4)                                                 | 25.4 (77.7)                                                 | 27.9 (82.2)                                                 | 28.9 (84)                                                   | 28.7 (83.7)                                                 | 27.5 (81.5)                                                 | 25.4 (77.7)                                                 | 23.1 (73.6)                                                 | 20.1 (68.2)                                                 | 24.0 (75.2)                                                 |
| 平均最低気温 °C （°F）                                      | 16.6 (61.9)                                                 | 17.0 (62.6)                                                 | 18.3 (64.9)                                                 | 20.9 (69.6)                                                 | 23.4 (74.1)                                                 | 26.0 (78.8)                                                 | 26.8 (80.2)                                                 | 26.4 (79.5)                                                 | 25.3 (77.5)                                                 | 23.6 (74.5)                                                 | 21.3 (70.3)                                                 | 18.2 (64.8)                                                 | 22.0 (71.6)                                                 |
| 最低気温記録 °C （°F）                                      | 7.7 (45.9)                                                  | 8.4 (47.1)                                                  | 9.0 (48.2)                                                  | 12.1 (53.8)                                                 | 15.0 (59)                                                   | 17.6 (63.7)                                                 | 21.9 (71.4)                                                 | 21.7 (71.1)                                                 | 18.2 (64.8)                                                 | 16.2 (61.2)                                                 | 11.4 (52.5)                                                 | 9.1 (48.4)                                                  | 7.7 (45.9)                                                  |
| 降水量 mm （inch）                                          | 187.2 (7.37)                                                | 163.6 (6.441)                                               | 163.7 (6.445)                                               | 153.0 (6.024)                                               | 207.3 (8.161)                                               | 162.3 (6.39)                                                | 125.3 (4.933)                                               | 213.0 (8.386)                                               | 285.7 (11.248)                                              | 238.5 (9.39)                                                | 222.6 (8.764)                                               | 200.8 (7.906)                                               | 2,323 (91.457)                                              |
| 平均降水日数 （≥0.5 mm）                                    | 18.0                                                        | 15.7                                                        | 15.8                                                        | 12.6                                                        | 13.1                                                        | 11.6                                                        | 9.3                                                         | 11.8                                                        | 13.2                                                        | 12.4                                                        | 15.6                                                        | 17.3                                                        | 166.4                                                       |
| % 湿度                                                      | 75                                                          | 76                                                          | 77                                                          | 79                                                          | 81                                                          | 83                                                          | 80                                                          | 81                                                          | 79                                                          | 75                                                          | 76                                                          | 74                                                          | 78                                                          |
| 平均月間日照時間                                            | 52.8                                                        | 60.3                                                        | 88.1                                                        | 104.7                                                       | 142.3                                                       | 182.3                                                       | 257.9                                                       | 227.4                                                       | 180.9                                                       | 132.2                                                       | 86.0                                                        | 59.0                                                        | 1,568.6                                                     |
| 出典：気象庁 (平均値：1991年-2020年、極値：1956年-現在)     |                                                             |                                                             |                                                             |                                                             |                                                             |                                                             |                                                             |                                                             |                                                             |                                                             |                                                             |                                                             |                                                             |

## 自然

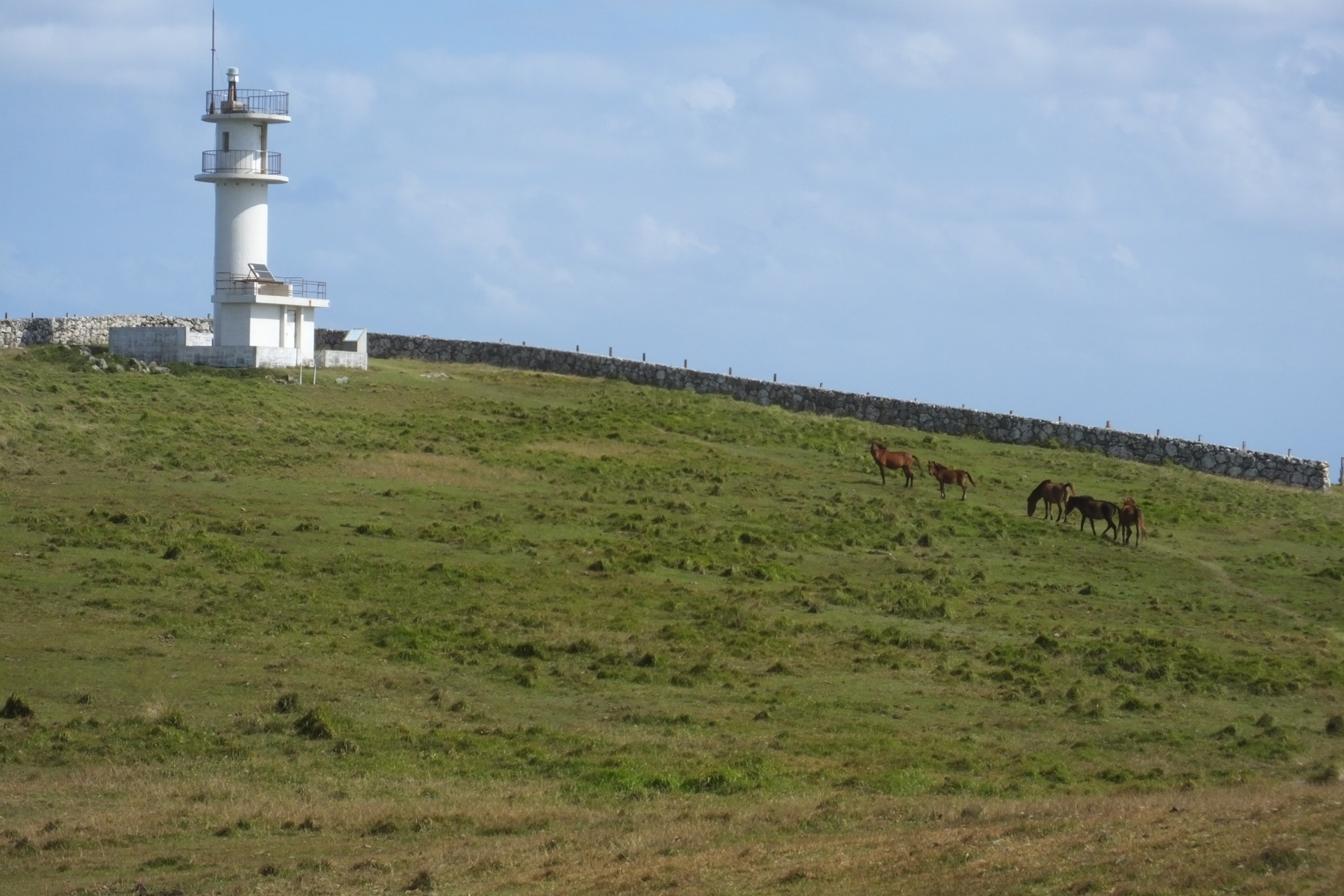
東崎と与那国馬

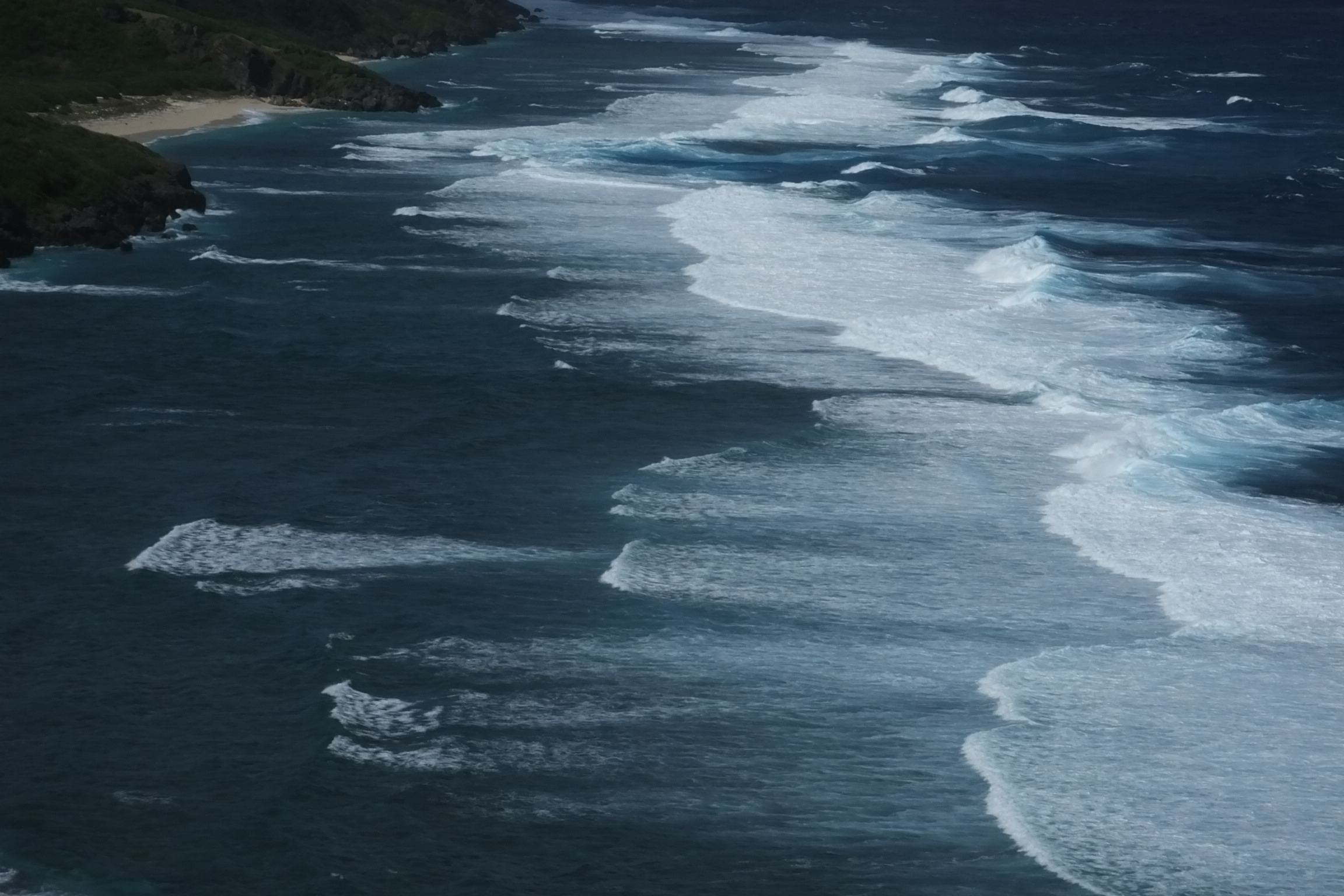
崖が多い地形のため、島内各所で群青色の海が見下ろせるが、透明度が高い（東崎）

### 海岸線
崖が多い地形のため、島内各所で群青色の海が見下ろせるが、与那国島北岸にある通称「6畳ビーチ」、「ウブドゥマイ浜」、岬全体が牧場になっている「東崎」などがある。「西崎」は日本最西端の岬、日本最西端之地でもある。岩場の細かい形までわかるほど、透明度が高い。

### ヨナグニサン
ヨナクニの名を持つもっとも有名な動物は、日本最大のガであるヨナグニサン（アヤミハビル）である。ただし、この種は与那国島の固有種でなく、近隣の石垣島や西表島でも見られ、世界的には中国、台湾をはじめアジア各地に分布している。

### 与那国馬
北牧場および東牧場などでは日本在来馬の与那国馬が飼育されている。与那国馬は1969年3月25日に与那国町の天然記念物に指定されている。

### 鳥獣保護区
2010年11月1日に約1,040 haの地域が国指定与那国鳥獣保護区（希少鳥獣生息地）として新規指定された。特別保護地区は63 haである。これは国の天然記念物および国内希少野生動植物種に指定されているヨナクニカラスバトおよびキンバトの保全が目的である。これまで指定されていた鳥獣保護区は島の中央部の約187 haのみで、今回の指定では地域の変更や大幅な拡充が伴われ、新規指定となっている。

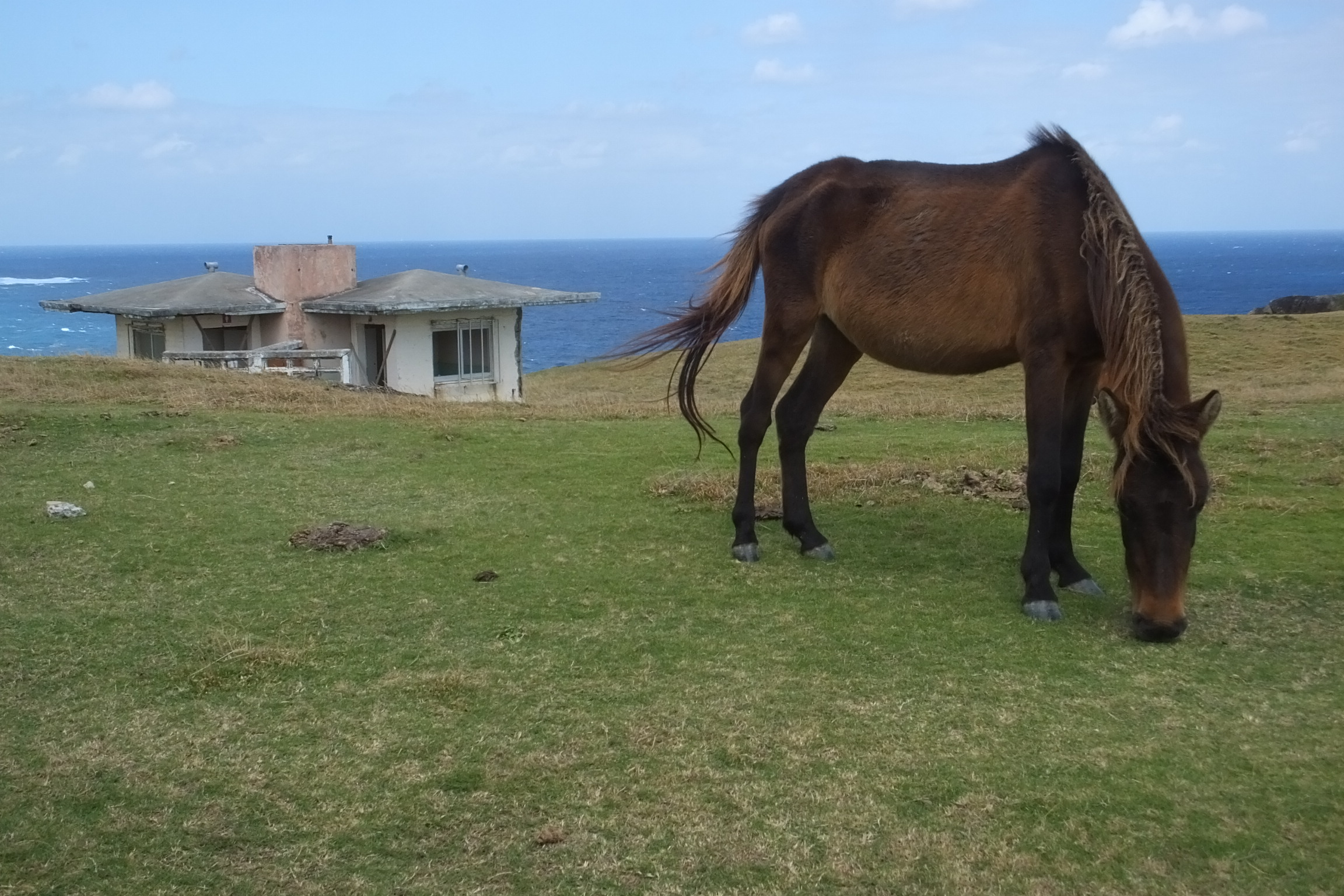
東崎の与那国馬（2020年11月4日）
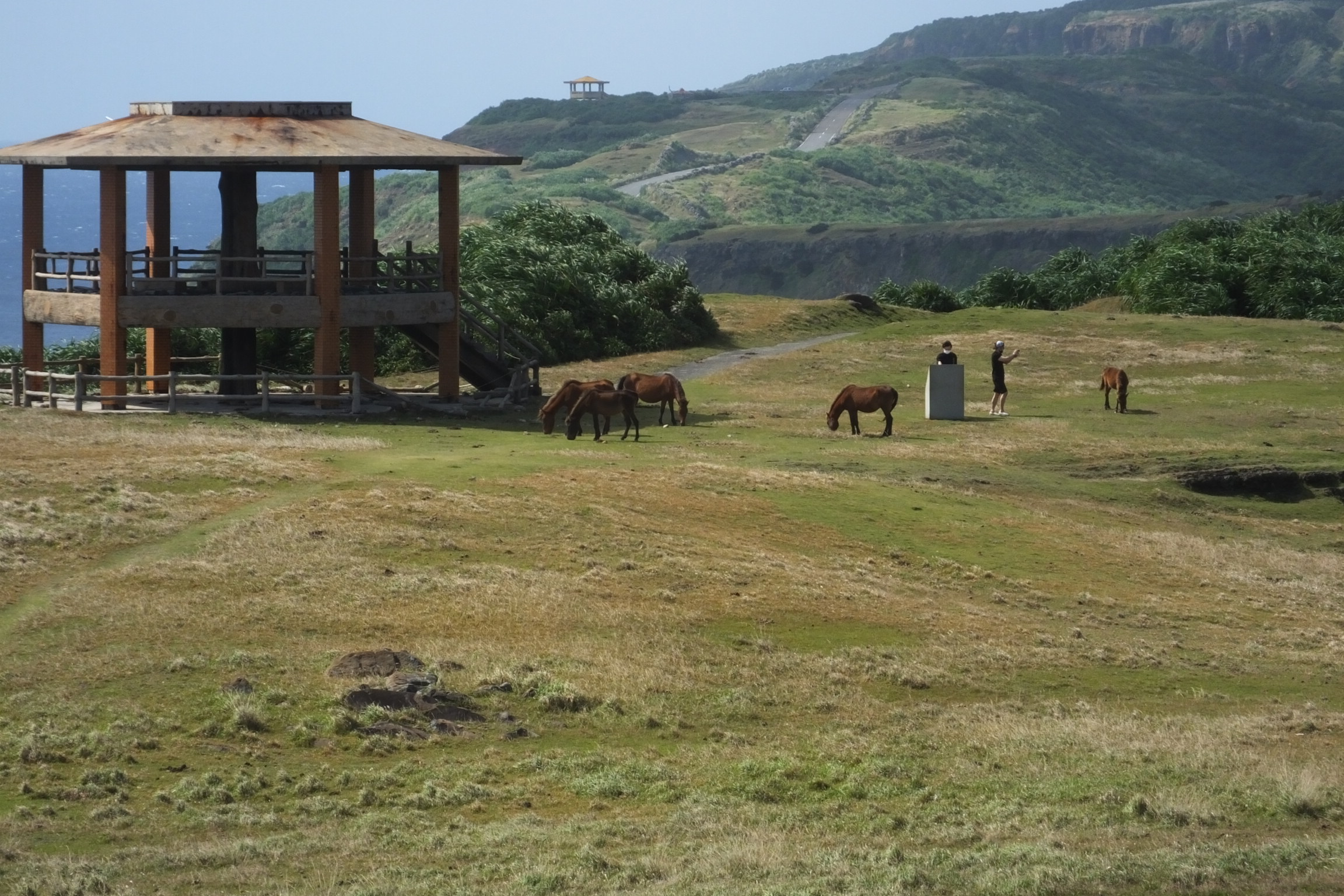
与那国馬と観光客（東崎）
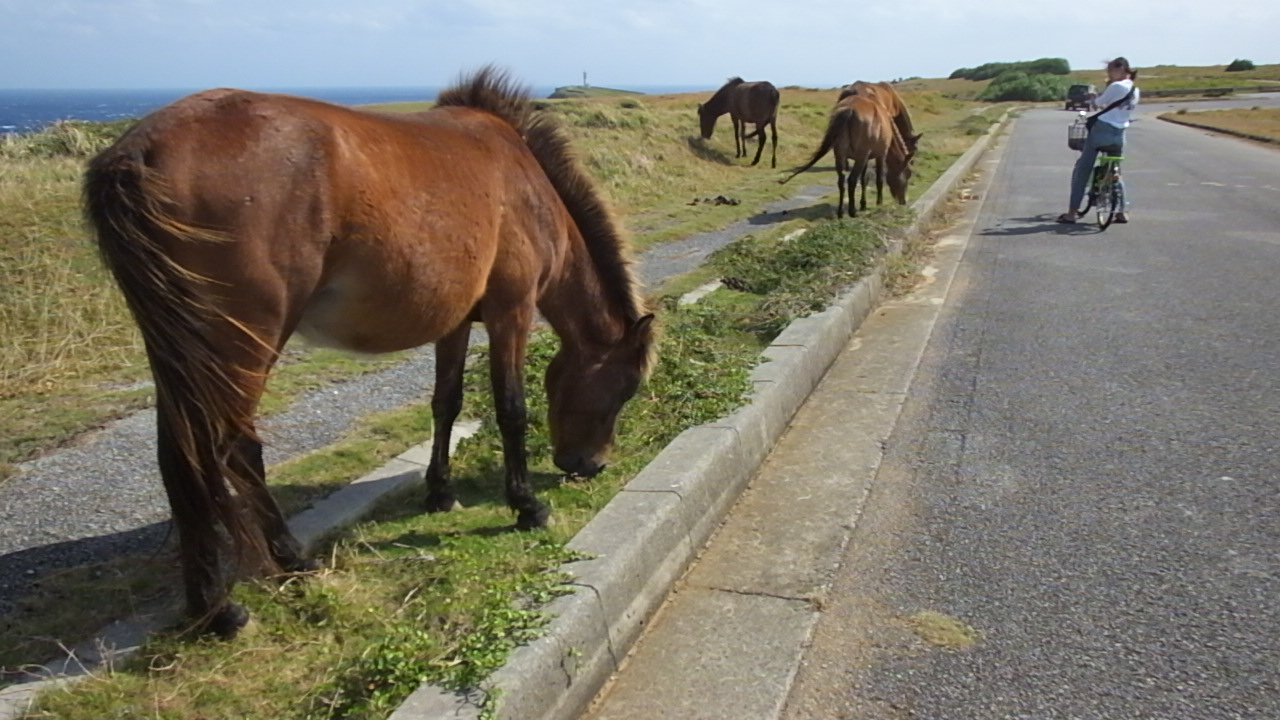
道路脇を歩く与那国馬
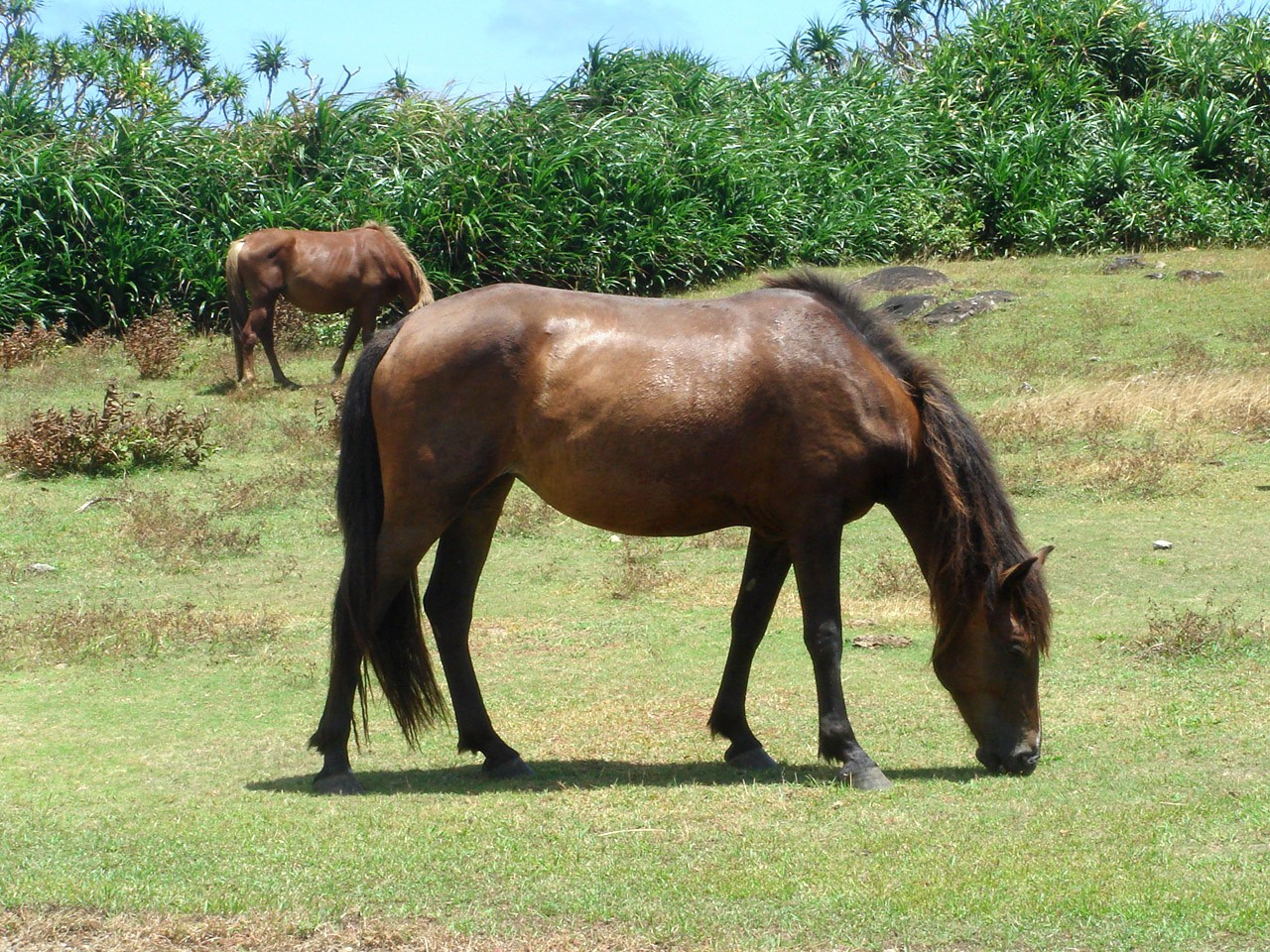
2006年7月18日（場所不明）

## 神話

### ティダン・ドゥグル
大昔、南の島から陸地を求めて来た男がいた。その男は大海原の中にぽつんと盛り上がった「ドゥニ」を発見した。その「ドゥニ」に人間は住んでいなかった。
南から来た男は、この「ドゥニ」に人間が住めるかどうかを確かめるために、ヤドカリを矢にくくって放った。それから何年かたって、この「ドゥニ」に来てみるとヤドカリは見事に繁殖していた。
それで、その男は南の島から家族を引き連れて、この「ドゥニ」に住みついた。そのうちに人間が多くなったため、「ドゥニ」を大きくしてくださるように、神様にお願いした。
すると神様は、「ドゥニ」を大きくしてくださった。次に、草木をくださるようにお願いした。神様は色々な草木をくださった。そのおかげで、「ドゥニ」は緑で覆われるようになった。
ところが、この「ドゥニ」に天災が訪れた。4か月間も大雨が降り続いたのである。そのため、人々は大変困った。体をあたためる薪を得るのにも困り、寒さと飢えが迫ってきた。人々は寄り合って、薪のことを心配していた。
そこへ1人の老人が現れ、「生の竹がよく燃える」と教えてくれた。そのおかげで、人々は暖をとって寒さと飢えをしのぐことができた。
この大雨のおかげで谷や川ができ、島の姿がさらに美しくなった。その島が、与那国島といわれている。
神様は人々の祈りを聞き届けてくださったのか、さすがの大雨も降り止んだ。この雨が止み、最初に太陽の光の射したところを「ティダン・ドゥグル」といい、今に至るまで拝所（御嶽）になっている。

### ナガマ・スニ
大昔、この島に大津波があった。そのため、人間や家畜はことごとく死んでしまった。しかし、不思議にも1人の母親と2人の男の子が助かっていた。
その母親は、とどろき押し寄せる波の間に、自分の子供と兄の子供を抱えて漂いながら、神様に救いを求めていた。そのうち「ナガマ・スニ」というところに漂着した。ここは島の真ん中で、東西から押し寄せる波のぶつかり合うところだった。
ところが、ついにこの丘も危なくなって、子供を1人棄てるはめになった。2人の子供のうち、どちらを捨てたらよいか、これにとても悩んだ。つまり、1人は自分の実の子であるし、もう1人は兄の子供ではあるが、自分の家の血筋を受け継いだ最後の1人だったからである。
ついに母親は血筋を守る道を選び、自分の実子の手を放してしまった。それは実に悲しいことであった。
それから、皮肉にもすぐ大津波は静かになったため、母親と兄の子供（甥）は助かった。島はその2人の子孫から再び栄えていった。

### ドゥナダ・アブ
大昔、島の人々は野山に生えている木の実や蔓の根を探して食べたり、海岸に出て魚介類をとって食べたりしていた。税金はなかったし、掟というものもなかったので、人々は本当に自由な暮らしをしていた。
ある日、青く澄みきった大空が、にわかに橙色に変わっていった。人々は、これはただごとではない、何かの前兆であろうと愕然とした。そのうちに空の色はだんだんと赤い色に変わり、ついに紅の炎となった。空の色が変わるにつれてどんどん暑くなっていった。
人々は号泣して天に向かって祈りを捧げた。しかし、祈りの効果は少しも現れないで、とうとう運命の時がきて空から火の雨が降ってきた。人々は泣き叫びながら右往左往したが、この火の海から抜け出すことができなかった。
島は焦土と化し、生きとし生けるものすべてが焼き殺されてしまった。しかし、神の御心にかなった一家族だけが生き残っていた。その家族は神の声に従って「ドゥナダ・アブ」に隠れていた。
そこに隠れていたおかげで無事に助かった。その子孫からは耕すことを知るようになり、また、働いて余分なものを蓄えることを知るようになった。そのため、島は栄えるようになった。

### イヌガン
大昔、久米島から特別な仕立の船が沖縄本島に向かって出帆した。その船は琉球中山王に奉る貢物を積んでいた。ところが悪天候に遭い、漂流してしまった。
かなり流されて、ようやくたどり着いたところは与那国島だった。上陸してみると住み心地のよさそうな無人島だった。この一行に1人の女と1匹の犬が加わっていた。
ところがある夜から、一行の中の男が1人1人行方不明になって、ついに女と犬だけが生き残った。男たちは犬に噛み殺されたのである。それから女と犬は「イヌガン」というところで、一緒に暮らしていた。
ところで、お隣の小浜島である日、1人の漁師が小舟に乗って潮干狩りに行ったが、帰る途中に悪天候に遭って漂流した。彼もまた流されて、たどり着いたところは与那国島だった。
上陸してみると人家はなかった。あちらこちら探し回って、ようやく「イヌガン」に着いた。ここで小浜男は久米島女に会った。女は大変驚いて「ここには猛犬がいて、危険なところでありますから、犬の不在を幸いに、早くこの島から逃げてください」と訴えた。
しかし、小浜男は久米島女が美人であるからなのか、島を逃げ出そうとしなかった。それどころか、かえって勇気を奮い起こして猛犬退治を決心した。それで、久米島女には島を去るように見せかけておいて、道端の大樹に登っていた。
腰には蛮刀を差し込み、手には漁獲用の銛を持っていた。案の定猛犬が現れて、木の上の男を見るやいなや猛って大樹に飛びかかった。男は隙を狙って犬に銛を打ち込んだが、犬はますます猛って、なかなか弱らなかった。男は木から飛び降りて、ただちに蛮刀を犬にあびせた。さすがの猛犬もついに倒れてしまった。
小浜男は久米島女に会って、勇ましく猛犬退治の始末を話した。久米島女は「犬の死骸はどこに埋めてありますか」と聞いただけで、あとは黙ってしまった。小浜男はなぜか、犬の死骸の埋めてある場所を話さなかった。
いつしかこの2人は夫婦になって、五男二女を産むまで裕福に暮らしていた。しかし好事魔多しで、ついにこの男に不幸な時が訪れた。それは、小浜男が故郷を思う心を断ち切ることができなかったために、小浜島へ帰ったことから始まる。
浦島太郎のように故郷の小浜島へ帰ってきた小浜男は、島の人々を驚かせた。長い月日を波の音とともに暮らしてきた老妻は、涙を流して夫を迎えた。漂流の話、与那国島の話、その後の小浜島の出来事などを話している内に、月日は過ぎてしまった。
ある日、小浜男は老妻に与那国島に残してきた家族のことを話した。そして、また与那国島へ行くことを話したら、老妻は怒ってなかなか聞き入れなかった。男はある夜ひそかに小浜島から逃げ出した。
怒った老妻は「小浜島と与那国島は縁を切った」と叫び、織機にかけてあった織物を断ち切ってしまった。その因縁によって、今に至るまで与那国島の旅行者は海上で小浜節（小浜島の民謡）を唄うのを嫌っている。
小浜男は再び与那国島へ帰ってきた。ある夜、男は上機嫌で家族と話し合っていた。すでに子供7人も生まれていることだし、話してもさしつかえないだろうとの気持ちから、犬の死骸の埋めてある場所を話してしまった。
その夜、女は家出した。翌朝、男が不審に思って犬を埋めてある場所へ行ってみると、女は犬の骨を抱いて死んでいた。この話から、与那国島のことわざに「子供7人生んでもまだまだ妻に気を許してはいけない」というのがある。この五男二女から与那国島は栄えていった。

## 歴史
与那国島が文献に初めて現れるのは、1477年2月に朝鮮の済州島の住民3人が与那国島に漂着した事件である。3人の漂流者は八重山列島、宮古列島の島々を経て首里に至り朝鮮に送り届けられたが、与那国島に最も長く滞在しており、その詳細な記録が『李朝実録』に残されている。
15世紀、八重山列島には群雄が割拠し、与那国島は女首長サンアイ・イソバ（実在不明）が統治していたという。1500年、琉球王府は宮古島の豪族仲宗根豊見親と結んで石垣島のオヤケアカハチを攻めて八重山列島を支配下に収めた（オヤケアカハチの乱）。その途次、仲宗根豊見親は嫡子仲屋金盛に命じて与那国島を攻めさせたが撃退された。その後、鬼虎（実在不明）が首長となり与那国島を統治するが、琉球王府による支配は徐々に強まり、1510年には西表島の豪族慶来慶田城用緒の嫡子用庶が王府から与那国与人に任命され、1522年には仲宗根豊見親らにより鬼虎が討伐されて名実ともに琉球王府の支配下に入った。
琉球王府は1609年の薩摩藩の琉球侵攻によりその支配下に入り、1611年（慶長16年）には薩摩藩役人毛利内膳正元親が来島し与那国島の測量を行い、初めて検地帳を作製した。薩摩藩支配下の琉球王府からは人口に応じて課税される苛烈な人頭税が課され、妊婦に岩の割れ目を跳ばせて口減らしをしたという「久部良バリ」（くぶらバリ）の伝承等が今日まで語り伝えられている。
1879年（明治12年）の琉球処分と共に日本の府県制に帰属する。1895年（明治28年）の下関条約により台湾が日本領になると、台湾住民との間で砂糖や米の密取引が行われるようになり、人口は2万人まで増加した（ケーキ時代）。
1908年（明治41年）島嶼町村制で間切制が廃止され、石垣間切・大浜間切・宮良間切の3間切が与那国島とともに八重山村となる。1914年（大正3年）八重山村が分村し、与那国村となる。
1941年12月8日、日本軍のハワイ真珠湾攻撃を契機とし、太平洋戦争が始まる、1944年10月10日、那覇を中心に爆撃され、那覇全域は焦土と化す。12日には石垣島上空に米軍グラマン3機が飛来し、翌13日には与那国島久部良が爆撃された。この際、宮古島に向かう途中に久部良港に停泊していた日本陸軍暁部隊に所属する船舶が爆撃を受け、台湾の基隆港から乗船した朝鮮人従軍慰安婦53人のうち46人が犠牲になっている。
1945年（昭和20年）に米軍の軍政下に置かれた。台湾が日本から分離したため、密取引は行われなくなり人口も急減。1948年（昭和23年）に町へ昇格し与那国町となる。1952年（昭和27年）のサンフランシスコ平和条約で米国統治となり、1972年（昭和47年）の沖縄返還により日本へ返還されて現在に至る。
1982年（昭和57年）、台湾の花蓮市と姉妹都市を締結。
1986年（昭和61年）には、「海底遺跡」として紹介されることも多い与那国島海底地形が地元のダイバーによって発見されて話題となる。
2016年（平成28年）3月28日に、陸上自衛隊の与那国駐屯地が設立されるとともに、沿岸監視隊が発足した。
2018年（平成30年）3月28日、天皇皇后（当時）が初めて与那国島を訪問した。島では伝統芸能「棒踊り」を鑑賞したほか、漁港でカジキの水揚げを視察した。ほかにも牧場で在来馬の与那国馬と触れ合ったり、公共施設で世界最大級の蛾「ヨナグニサン」の標本を観察するなどした。元与那国町長の外間守吉は、島を離れる飛行機に乗り込む直前の天皇から「与那国を守ってちょうだいね」と声をかけられた。

## 朝鮮王朝実録の記録
琉球国へ漂流した済州人、金非衣（キム・ビ、김비의）・姜茂（カンム、강무）・李正（イ・ジョン、이정）の3人が語る島々の風俗が非常に奇妙であるため、王は弘文館に彼らの言葉を記録するよう命じた。 
彼らによると、
「私たちは1477年2月1日、玄世修ら5人とともに、済州島から柑子の貢物を積んで楸子島に向かって出港したが、突然東風の暴風に遭い、西に流された。漂流9日目には西風に遭い、南に流される。14日目に小さな島が見えたが、岸に着く前に船が沈没してしまい、多くの者が溺死した。積んでいた荷物もすべて水没した。生き残った私たち3人（金非衣・姜茂・李正）が板にしがみついて漂っていたところを、それぞれ4人が乗っている漁船2隻に助けられ、島に連れていかれた。
島の名前は「閏伊是麿」（ユンイシマ、ユニシマ、現在の与那国島）。そこでは島のことを是麿（シマ）という。島の周りを人家が囲んでいる。島は2日ほどで一周できる。島の人々は男女合わせて100人余り。島民は海浜に草庵（藁や茅で作った粗末な小屋）を作り私たちを住ませた。
私たちは済州島を出て暴風に遭い、波は頭上を超え、船は浸水し、海水に浸からない舷の板は数枚のみだった。金非衣と李正は瓢（ひさご、瓢箪で作った柄杓）で海水を汲み出し、姜茂は艪を執っていた。残りの者は船酔いして横になっており、飯を炊くことさえできず、14日間飲まず食わずだった。
島に着くと、島民は粥とニンニクを持ってきて私たちに食べさせた。その日の夜には米飯、濁酒、魚の干物がふるまわれた。魚の名前は知らない。そこに滞在すること7日、人家に移された。しばらく経つと、別の家にかわるがわる移された。1つの村が終われば次の村へ移された。1か月後、私たち3人は3つの村に分けられ、また順番に家を回った。食事は1日に3回」

### 島の様子
1 島民の顔立ちは我が国と同じ。
2 言語、衣服は日本人と全く異なる。
3 男女皆、裸足で履物はない。
4 耳に穴をあけ、青小珠（青い玉のピアス）を3寸垂らす。また、首に貫珠（首飾り）を3、4回巻き、1尺ほど垂らす。男女同じだが、老人は使わない。
5 男は髪を絞り、折りたたみ、うなじ辺りで苧麻の縄で束ねる。網巾は使わない。髭はへそを過ぎるほど長い。
6 女の髪も長く、かかとまで届く。短い者でも膝まで届く。髷を作らず、巻いて頭の上でまとめ、木の櫛を横から挿す。
7 釜、鼎、匙、皿と鉢、陶磁器はない。土を固めて鼎を作る。日にさらして乾かし、藁火で燻す。
8 炊飯すること5、6日で破裂する。
9 もっぱら米を用いる。粟もあるが、あまり好まない。
10 飯は竹製のかごに盛る。
11 飯を握って拳大の丸い塊にする。食案（食膳）はなく、小さな木の机を各人の前に置く。
12 食事の度に、1人の婦人が1人1つずつ飯を分け与える。
13 木の葉を手のひらに置き、握り飯を葉の上に乗せて食べる。その葉は蓮のようだ。1つ食べれば、また1つ与える。3つをもって限度とする。しかし、よく食べる者は数など気にせず好きなだけ食べる。
14 塩や醤油はない。海水を野菜に和え、羹（スープ）を作る。それを入れる器は
瓢（ひさご、瓢箪で作った柄杓）か、木をえぐったものを使う。
15 酒は濁りがあって清酒ではない。米を水に浸けておいて女に噛ませて、これを樽で醸す。麹は用いない。たくさん呑んでも少し酔うだけ。酒を汲むには瓢を使う。
16 飲むときは、1人1つずつ瓢を持ち、呑んだり止めたり自分の適量に合わせて呑む。酬酢（主人と客が互いに酒をすすめること）をしない。よく呑む者には酒を更にすすめる。
17 酒は非常に淡い。醸造して3、4日で熟成する。長く置くと酸化する。肴は魚の干物を使う。あるいは鮮魚を薄く切って膾にする。膾にはニラや野菜を加えて食べる。
18 米を浸け、臼でつき、練って餅にする。大きさはビロウの実ほどである。餅をビロウの葉に包み、藁で束ねて煮て食べる（与那国島には現在もビロウの葉で餅包んだ「クバ餅」がある）。
19 住居は一室で、奥座敷や戸、窓はない。前方はやや庇が上がっていて、後方の庇は地面まで垂れている。屋根は茅葺である。
20 瓦はない。外に垣根もない。寝るときは木の寝台を使う。寝具はない。蒲で織った敷物を使っている。家の前には倉庫が建っていて、それに収穫した稲を貯蔵している。
21 冠帯（冠を着け、帯を結んだ礼儀に厚い風俗）がない。暑いときにはシュロ（おそらくビロウ）の葉で笠を作る。朝鮮の僧侶の笠に似ている。
22 麻や木綿はない。また、蚕も飼わない。ただ苧を織って布を作る。衣服は直領のようで、衿や襞はない。袖は短くて広い。服は藍で青く染められている。
23 下着には白い布を三幅使い、臀の辺りで結ぶ。女性の服も同じだが、中に下着の代わりとして裳（腰から下を覆うスカートのようなもの）を着ている。裳も藍で青く染められている。
24 家には鼠がいる。牛、鶏、猫を飼っている。牛、鶏の肉は食べない。死ぬとすぐ埋める。「その肉は食べられるから埋めてはいけない」といったら、島民はペッと唾を吐いて笑った。
25 山には材木が多いが獣はいない。
26 飛禽（鳥）には鳩と雀がいるのみだ。
27 昆虫に亀、蛇、ヒキガエル、蛙、蚊、蝿、コウモリ、蜂、蝶、カマキリ、トンボ、ムカデ、ミミズ、蛍、蟹がいる。
28 鍛冶はあるが、鋤は作らず、小さなヘラを用いて畑を掘り、草をとって粟の種を蒔く。水田は、12月に牛に踏ませて種を蒔き、正月に苗を植えるが草は抜かない。
29 2月には稲が1尺ほど伸びて、4月には十分熟する。早稲は4月には刈り取り、遅いのは5月ごろ刈り取る。刈り取ったあとからは芽が生え、生長し穂が出る。その稲は最初の稲より優れている。7、8月に収穫する。
30 収穫前には、人々は皆謹慎し、声をはりあげず静かに暮らす。口笛も吹かない。草の葉を巻いて笛を吹く者がいたら、罪を定め、杖打ちの刑罰を与える。
31 収穫後は小さい管状の笛を吹くが、その音は非常に微細である。
32 収穫した稲は、茎を束ねて倉庫に置く。竹製の脱穀道具を使い籾にし、玄米にするには臼でつく。
33 草や稲を刈るのに鎌を使い、叩き切るときは斧や手斧を使う。小刀はあるが、弓矢や矛はない。人々は小さな槍を持っていて、いつも身から離さない。
34 人が死ぬと棺に安置して、切り立った崖のふちの岩穴に置く。岩穴が広ければ、棺を5、6個並べて置く。土には埋めない。
35 気候は温暖で、冬にも雪や霜がなく、したがって草木もしぼんだり、衰えたりすることはない。また、氷も張らない。島民は単衣2枚しか着ない。夏はたった1枚着るのみだ。それは男女同じである。
36 蔬（あおもの、野菜）にはニンニク、茄子、まくわ瓜、里芋、生姜がある。茄子の茎の高さは3、4尺ある。一度、種を巻いたら子孫を残すが、実を結ぶ具合は最初と変わらない。老木になると中間でそれを切るが、そうすると、ひこばえが生じて実を結ぶ。
37 木には梅（八重山コクタン？）、桑、竹がある。
38 果樹には青い橘（シークヮーサー？）、小さい栗がある。橘は1年中、花が咲く。
39 蝋燭がない。夜になると竹を束ねて、これに火を灯して明かりとし、部屋を照らす。
40 家には便所がない。大小便は野に放っている。
41 布を織るには筬（おさ）と杼（ひ）を用いるが、その形は朝鮮と同じである。その他の器具には異なったものもあるが、大きさなどは朝鮮と同じである。
42 地面を掘り、小さな井戸を作る。水を汲むには瓢を用いる。
43 舟は舵や棹はあるが、艪がない。ただ順風に帆を懸けるのみだ。
44 盗賊なく、道に置き忘れたものを拾わない。罵ったり、喧嘩したりすることがない。子どもを可愛がる。いくら泣いても放っておく。
45 酋長はいない。島民は文字を解せず、私たちと言葉が通じなかった。しかし長く滞在しているうちに、ほぼ、いうことが理解できるようになった。私たちは故郷を恋しく思い、おいおいと泣いた。
46 島民は私たちに、新しい稲の茎を抜き、古い稲と比べた。そして古い稲を東に向かって吹いた。それには「この稲のように、時がたてばあなたたちも必ず故郷に帰れます」という意味が込められていると感じ取った。
47 およそ6月滞在し、7月最後の日に南風を待ち、島民13人とともに食糧、酒（濁酒）を持ってきて、船に乗り航海すること1日半、他の島に着いた。島の名前は「所乃是麿」（ソネシマ、西表島の祖納）。
48 護送してくれた島民は、所乃是麿（西表島祖納）に8、9日滞在したのち閏伊是麿（与那国島）に帰った。所乃是麿は狭くて長い。島を一周するのに4、5日かかる。言語、飲食、衣服、住居、風俗は閏伊是麿（与那国島）と大体同じ。私たちに食事をさせるのも閏伊是麿（与那国島）と同じ。
「フガヌトゥ伝承」（1477年の済州島漂流民の伝承）が、現在も与那国島に伝わっているという。

### 記録された地名
- 濟州（チェジュ、제주 - 済州島）
- 楸子島（チュジャド、추자도 - 楸子群島）
- 閏伊是麿（ユンイシマ、윤이시마 - 与那国島）
- 所乃是麿（ソネシマ、소내시마 - 西表島祖納）
- 捕月老麻伊是麿（ポダㇽロマイシマ、보ᄃᆞᆯ로마이시마[注釈 12] - 波照間島）
- 捕剌伊是麿（ポライシマ、포라이시마 - 新城島）
- 欻尹是麿（フリュンシマ、훌윤시마 - 黒島）
- 他羅馬是麿（タラマシマ、타라마시마 - 多良間島）
- 伊羅夫是麿（イラブシマ、이라부시마 - 伊良部島）
- 覓高是麿（ミョッゴシマ、멱고시마 - 宮古島）
- 琉球國（ユググㇰ、유구국 - 琉球王国、沖縄本島）
- 南蠻國（ナㇺバングㇰ、남만국 - 南蛮国）
- 江南（カンナㇺ、강남 - 江南）
- 日本國（イㇽボングㇰ、일본국 - 日本）
- 朝鮮（チョソン、조선 - 朝鮮）
- 薩摩州（サㇽマジュ、살마주 - 薩摩、鹿児島県）
- 覇家臺（ペガデ、패가대 - 福岡県博多）
- 打家西浦（タガソポ、타가서포 - 場所不明）
- 軾駕（シッガ、식가 - 志賀島）
- 一岐島 （イㇽギド、일기도 - 壱岐島）
- 對馬島（デマド、대마도 - 対馬）
- 草那浦（チョナポ、초나포 - 場所不明）
- 沙浦（サポ、사포 - 場所不明）
- 都伊沙只浦（ドイサジポ、도이사지포 - 場所不明）
- 鹽浦（ヨㇺポ、염포 - 場所不明）[57][58]

## 産業

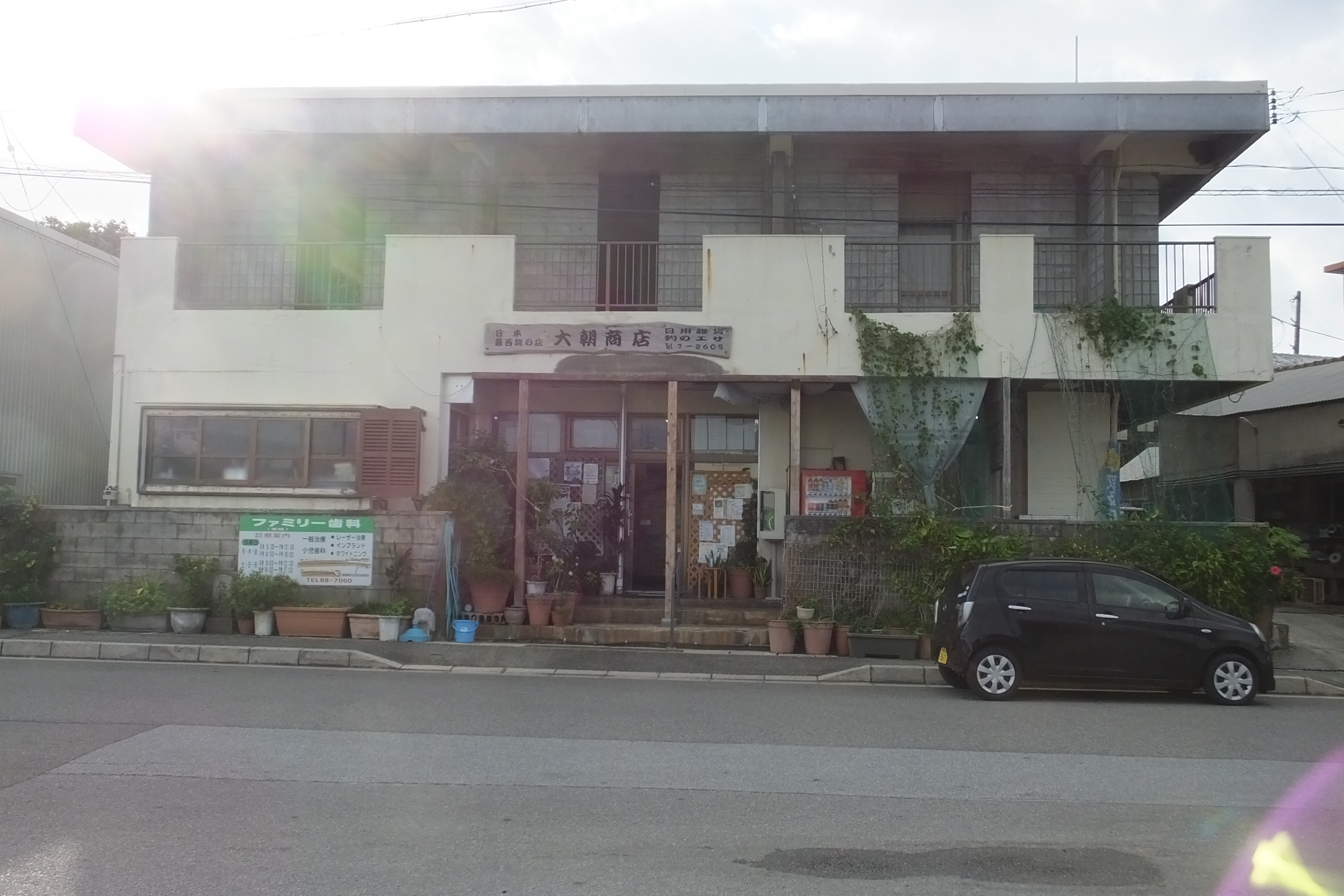
数少ない商店（日本最西端の商店・大朝商店）

主要産業は、サトウキビや水稲栽培等の農業、肉牛飼育等の畜産業、カジキマグロ漁 やクルマエビ養殖 等の漁業。
与那国町地域に由来する製法によって与那国島で生産された織物（「畳べり地」を除く）は、「与那国織」として地域団体商標の登録を受けている。
ダイバーに「海底遺跡」の名で知られる与那国島海底地形をはじめとするダイビングスポットに富み、観光地としての認知度は高いものの、旅行者は多くない。

### 花酒
日本国内では与那国島だけで生産されている特産物として、花酒（はなさき）がある。「はな」とは初めの意で、泡盛と同様の製造過程で最初に留出されるアルコール度数60度の非常に強く純度の高い蒸留酒である。一般的な泡盛はアルコール分45度以下で酒税法上単式蒸留焼酎に分類されるのに対し、アルコール分60度の花酒は原料用アルコールに分類される。島内で以下の3つの銘柄が製造されており、いずれもクバ（ビロウ）の葉で巻かれた独特の瓶に詰めて出荷される。
- 与那国（崎元酒造所）
- どなん（国泉泡盛）
- 舞富名（入波平酒造）

## 葬制

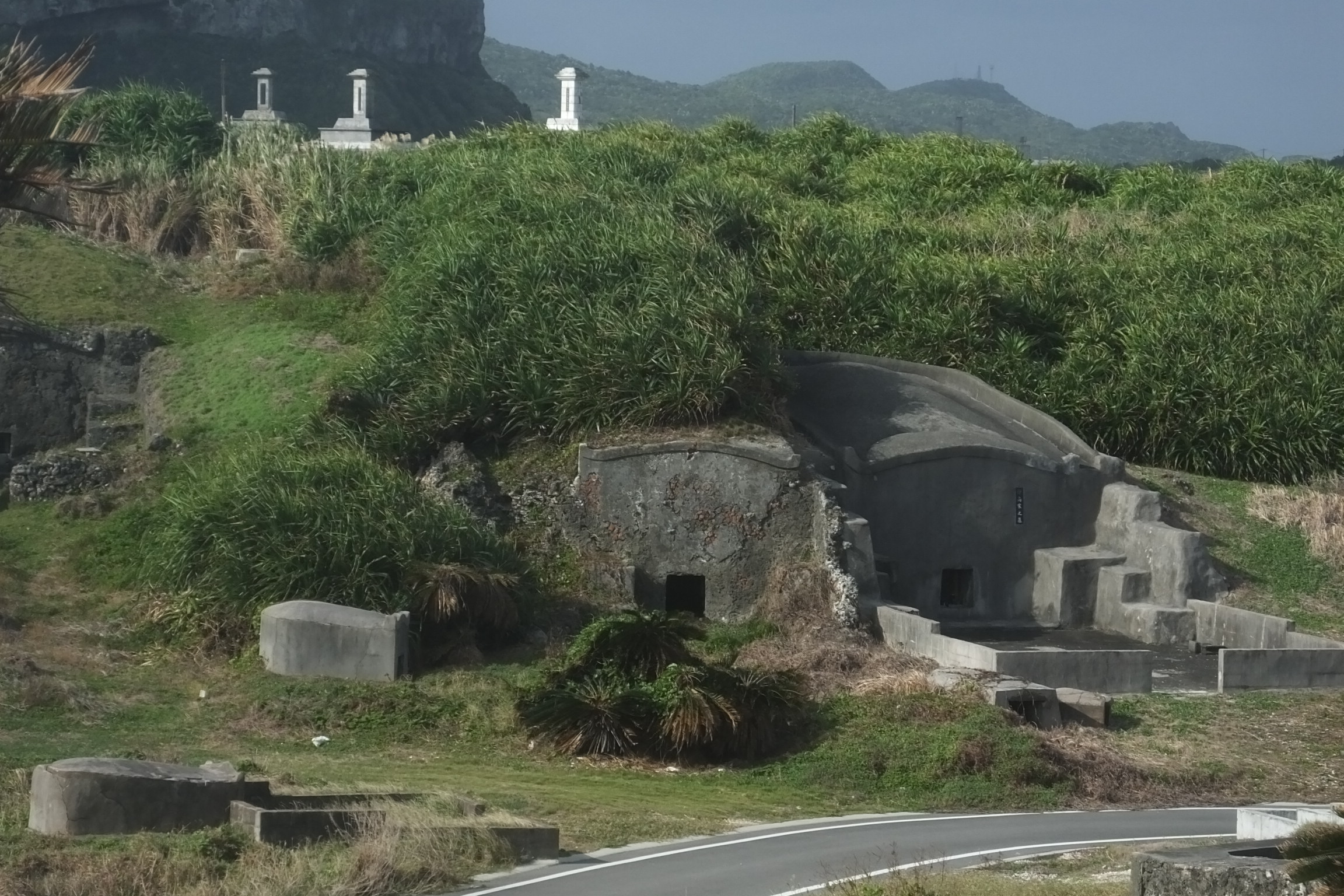
巨大な要塞を思わせる浦野墓地群の亀甲墓。かつては墓の前室に遺体を納めた棺を安置して、風化するのを待ち洗骨が行われた。

古くは風葬の一種である崖葬が行われており、崖葬墓は当時の村落近くに設けられていた。その後、岩窟に遺体を安置して入口を石や土で密封して墓にするようになり、それが一般に広まって亀甲墓になったという。
葬制としては、かつては遺体を棺に納め龕に乗せて墓まで葬送し、亀甲墓の前室に遺体を納めた棺を安置して、風化するのを待って（通常7年後）遺骨を取り出し、洗骨改葬を行うことが一般的であった（複葬、風葬）。与那国島には火葬施設がないこともあり、このような葬制は戦後も長らく残っていたが、島内には高度医療を担う医療機関がないため、近年は石垣島や沖縄本島の医療機関で死を迎え、島外で火葬に付される場合が多くなっている。しかし、一部では、従来の葬制を望む者もいるため洗骨改葬が行われることがあり、また、火葬の場合にも龕による葬送儀礼が行われることがある。
島内には2か所に墓地群がある。このうち、祖納集落の北東に位置する浦野墓地では、広大な墓地内にさまざまな形状の墓が多数存在し、「死者の都」とも称される。

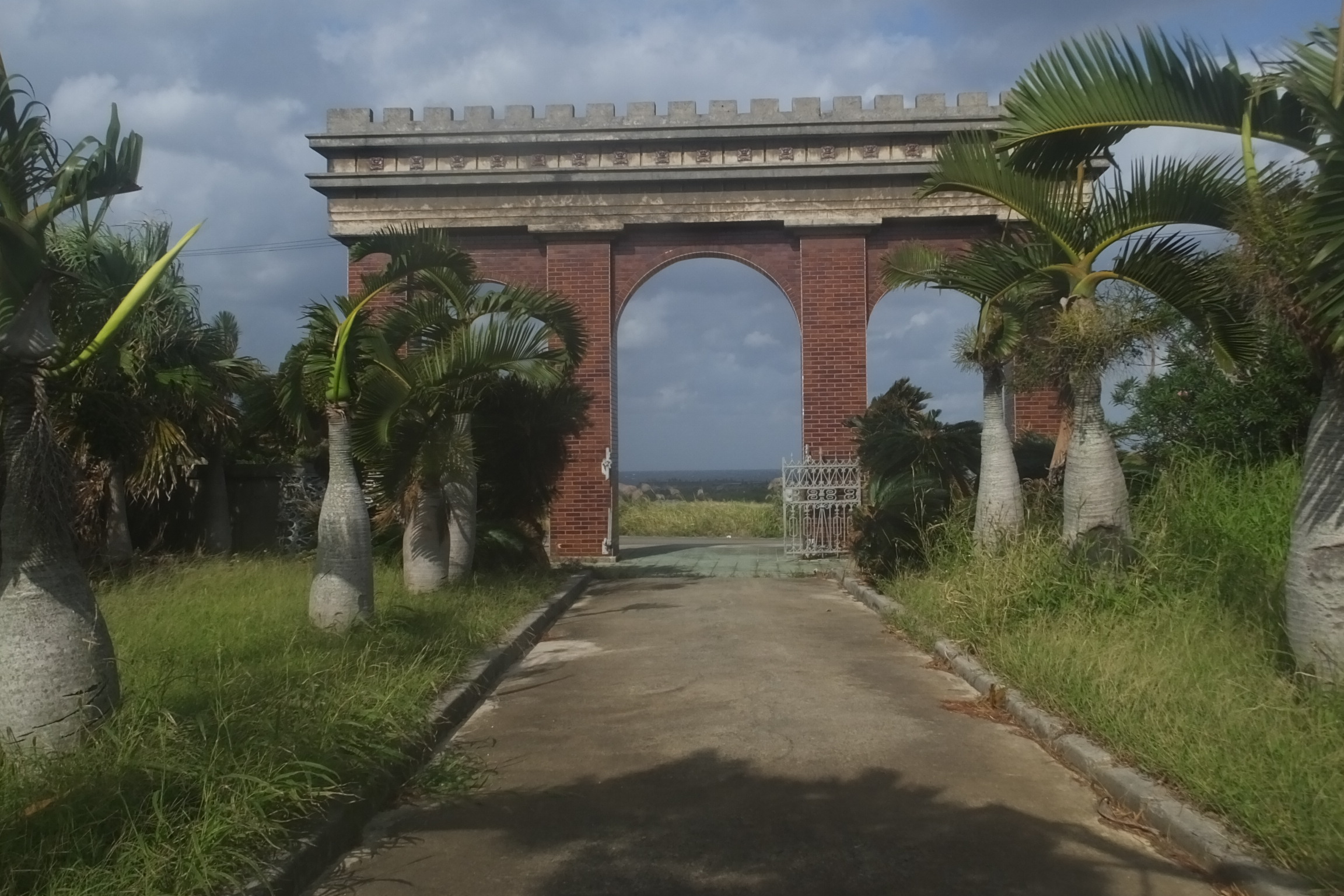
1億円の墓の門地元実業家の先祖墓の門
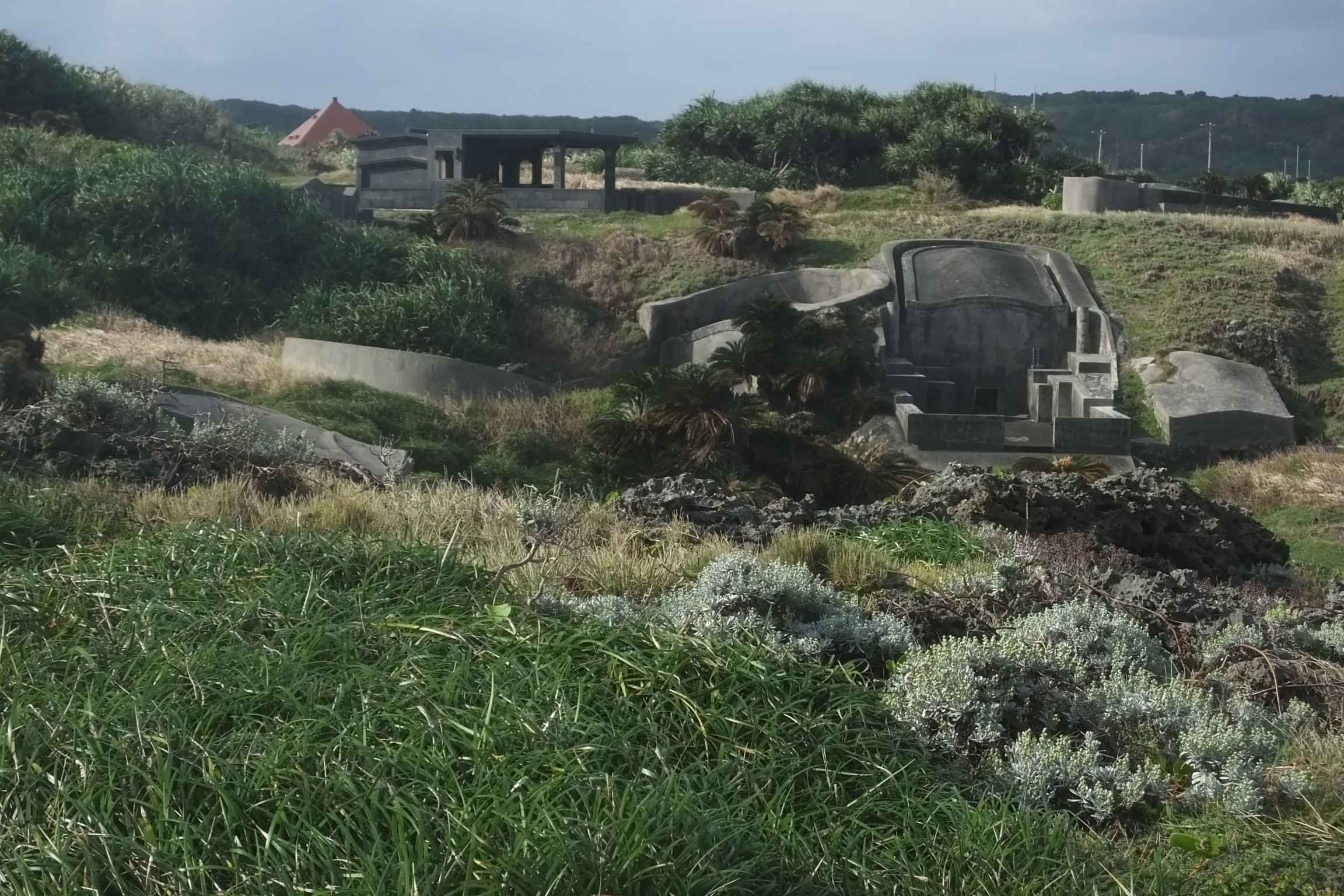
浦野墓地群。背後のピラミッド型の建造物は通称「1億円の墓」
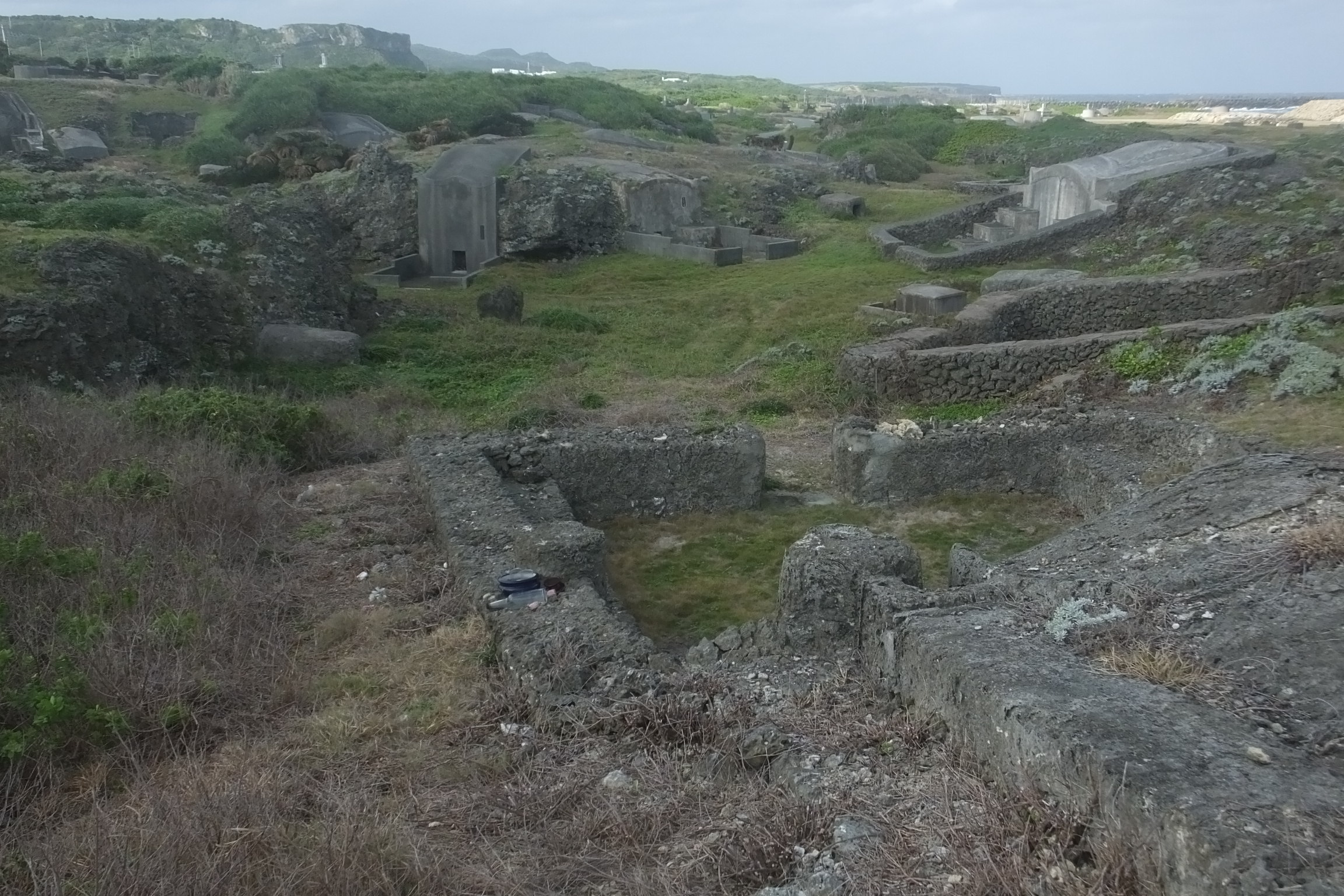
浦野墓地群
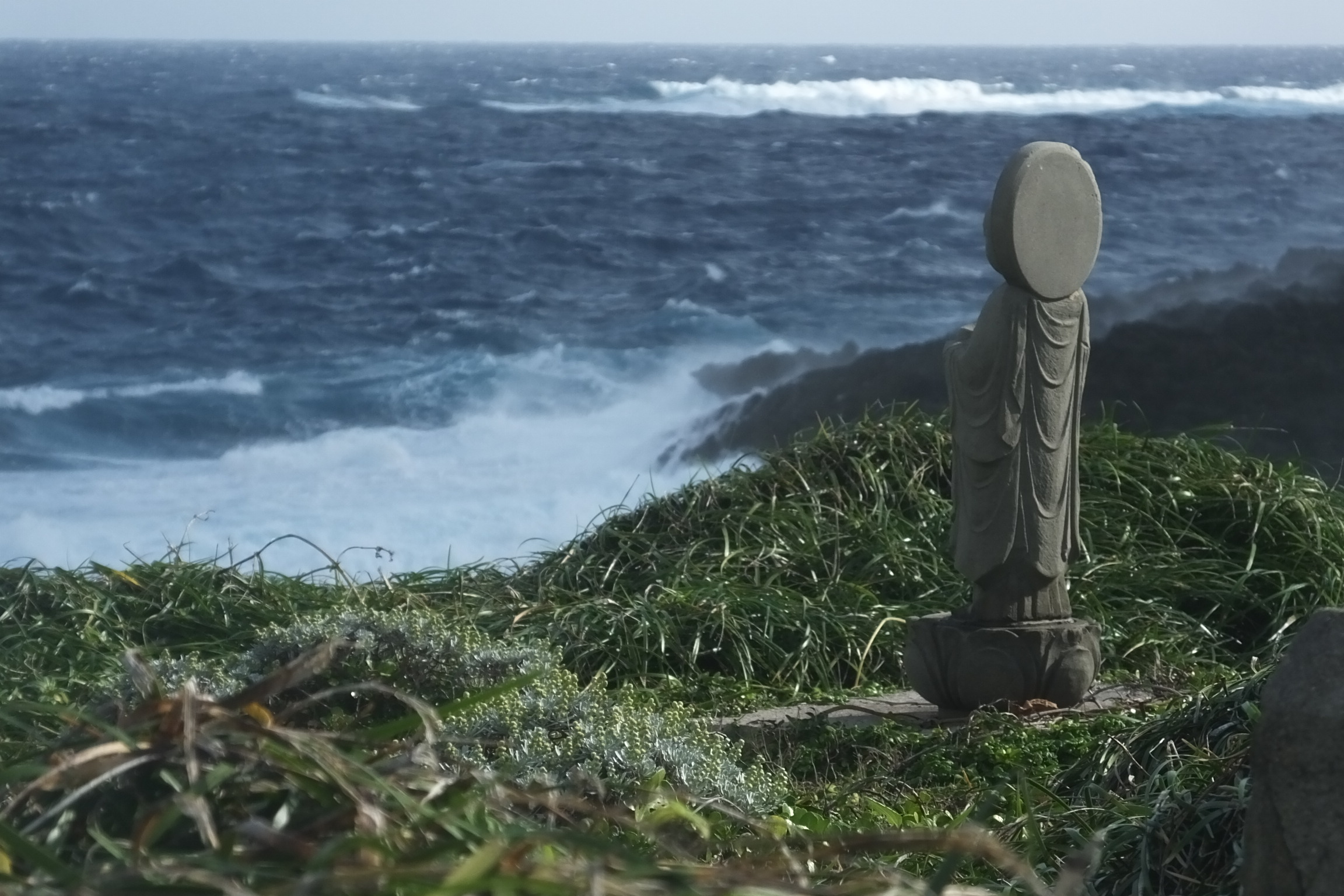
崖上の浦野墓地に立ち海を見下ろす地蔵。環境の厳しさを感じさせる。

## 安全保障と対外関係
日本の最西端にある与那国島は、台湾や中国に近接しており、日本の安全保障や対外関係において重要な位置を占めている。日本国政府は、2016年4月に与那国島を含む八重山列島等の29地域を「有人国境離島地域」に特定しており、領海等の保全等に関する活動拠点としての機能を維持するために、国の行政機関の施設の設置等を図ることとしており、その中には自衛隊の部隊の増強等も含まれている。
2010年12月17日に閣議決定された防衛計画の大綱および中期防衛力整備計画には、与那国島を想定した100人規模の沿岸監視隊配備が盛り込まれた。与那国町議会は2013年6月20日に防衛省への町有地の賃貸を承認。2014年3月31日の正式契約締結を経て 4月19日に起工式が行われ、2016年3月28日に与那国駐屯地が開設されるとともに沿岸監視隊が発足した。この間の2015年2月22日に行われた住民投票では、配備賛成が多数を占めている。
また、原子力規制委員会は、台湾などでの原子力発電所の事故の発生を検知するために放射線監視装置（モニタリングポスト）を与那国島および対馬に設置し、2018年2月15日に運用を開始している。

## 交通

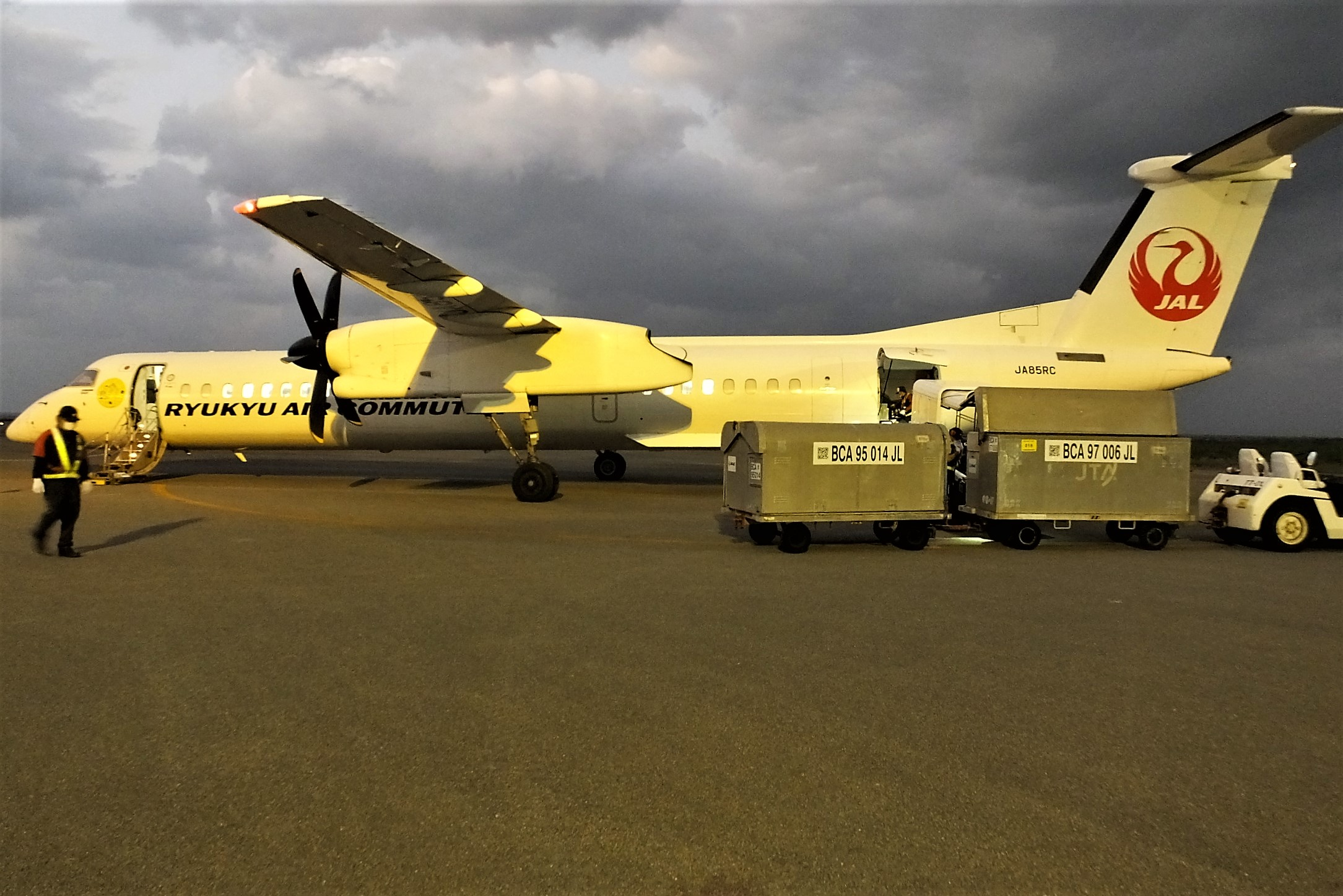
石垣島と与那国島を結ぶ琉球エアーコミューター定期便（与那国空港）

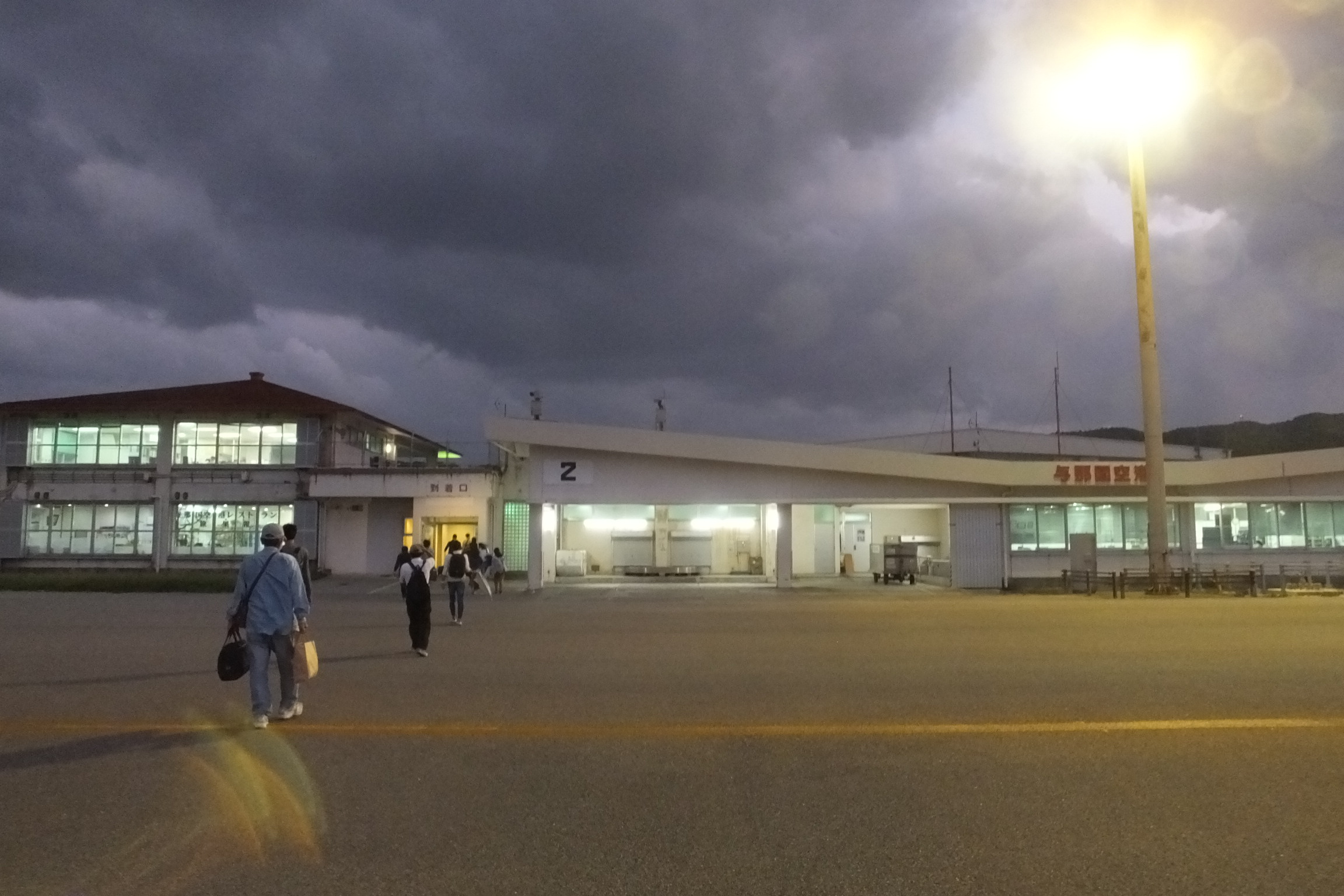
与那国空港

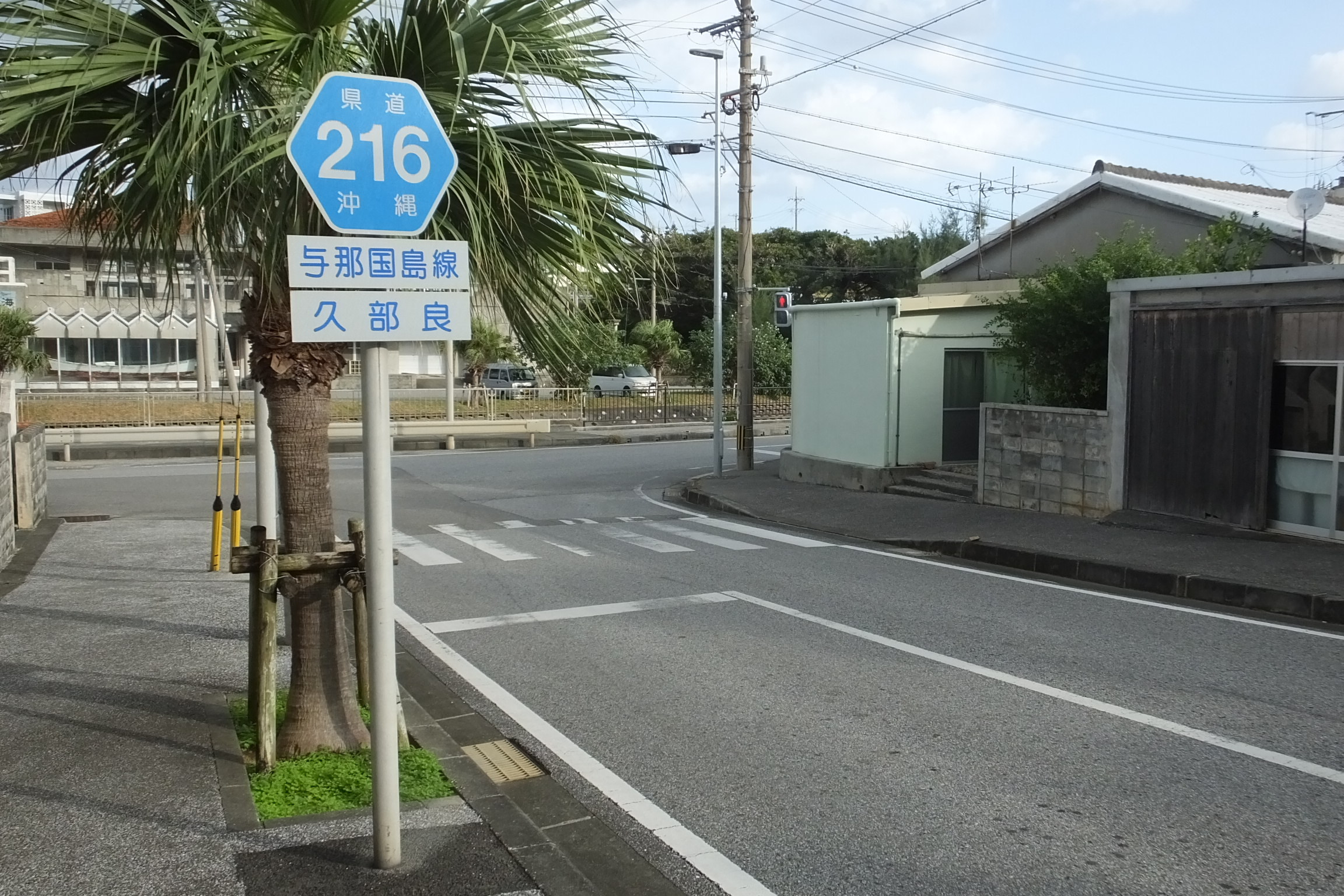
沖縄県道216号 日本最西端の信号機前

### 島外

#### 空路
- 与那国空港 - 琉球エアーコミューターの定期路線が那覇空港および石垣空港との間に就航している。

#### 海路
- 久部良港 - 西部の久部良地区にある漁港。福山海運のフェリー「フェリーよなくに」（週2便）が、石垣島の石垣港との間に就航している。
- 祖納港 - 北部の祖納地区にある地方港湾。海況が穏やかな時季に「フェリーよなくに」が利用することがある。

### 島内
- 道路 - 沖縄県道216号与那国島線が島内を一周している。
- 路線バス - 与那国町営バス（最西端観光に運行委託）が一周線等を運行している。

### 台湾間との交通

#### 空路
与那国町と台湾間には、定期便はないが、かつてチャーター便が運航されたことがある。
2007年（平成19年）10月4日、与那国空港から台湾の立栄航空による初の台湾直行チャーター便が台北国際空港に到着。花蓮市との姉妹都市締結25周年を記念した、与那国町の友好親善交流団128人が、乗り換えなしに直接台湾に入った。
2008年（平成20年）7月4日、台湾の復興航空によるチャーター便が6日まで台湾花蓮市と与那国島を結び、双方から合わせて91人の乗客が利用している。
2009年（平成21年）2月27日には、台湾の復興航空のチャーター便が往復。花蓮市から61人が来島し、与那国町からは30人が花蓮市に向かっている。

#### 海路
与那国島と台湾の花蓮市とを高速船で結ぶ構想がある。2005年3月に策定された「与那国・自立へのビジョン」での国境交流特区構想に盛り込まれ、2020年度に推進事業を開始。2021年度に実証実験として高速船を運航し、定期航路化することを目指している。

## 名所旧跡・観光

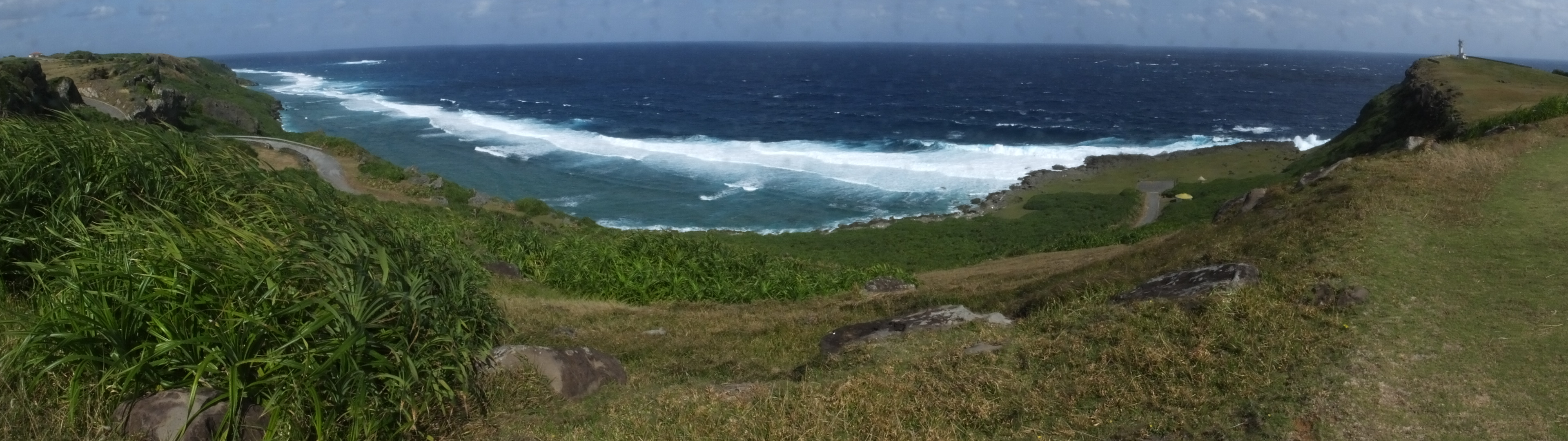
東崎の険しい海岸線

### 名所旧跡

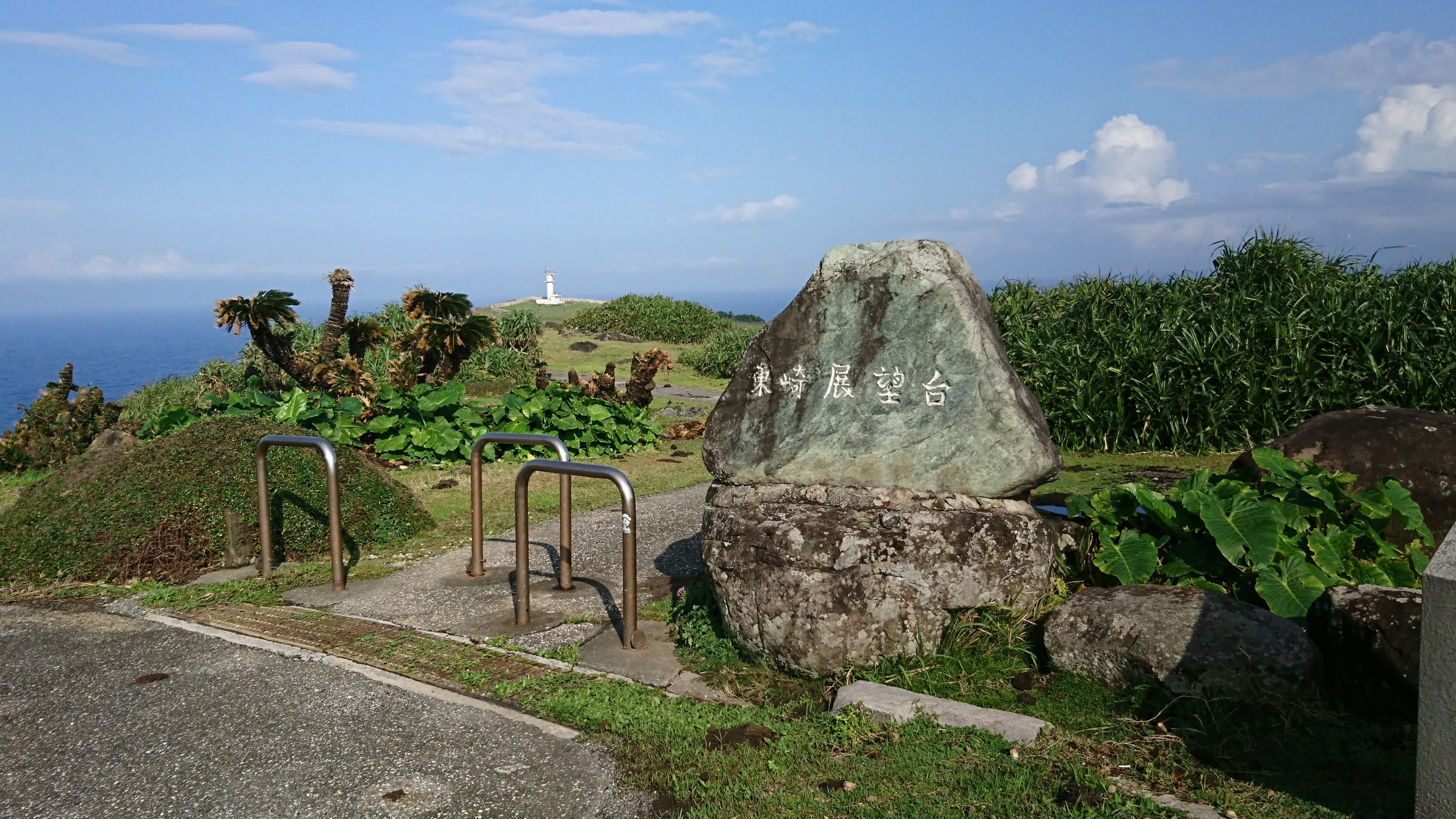
東崎（あがりざき）
与那国島の東端にある断崖絶壁の岬。東埼灯台が立つ。
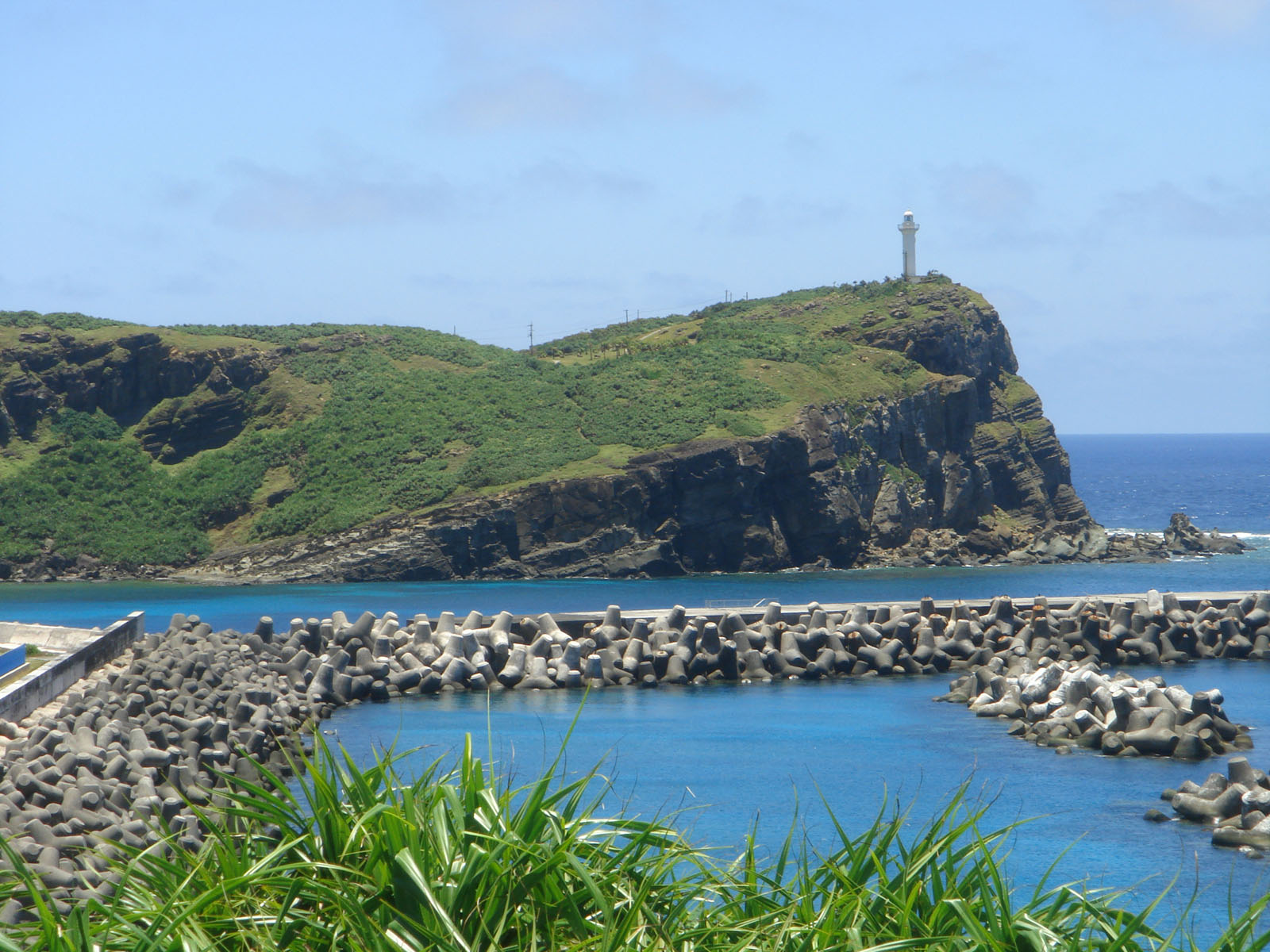
西崎（いりざき）
与那国島の西端にある岬。西埼灯台が立ち、最西端之地の碑がある。
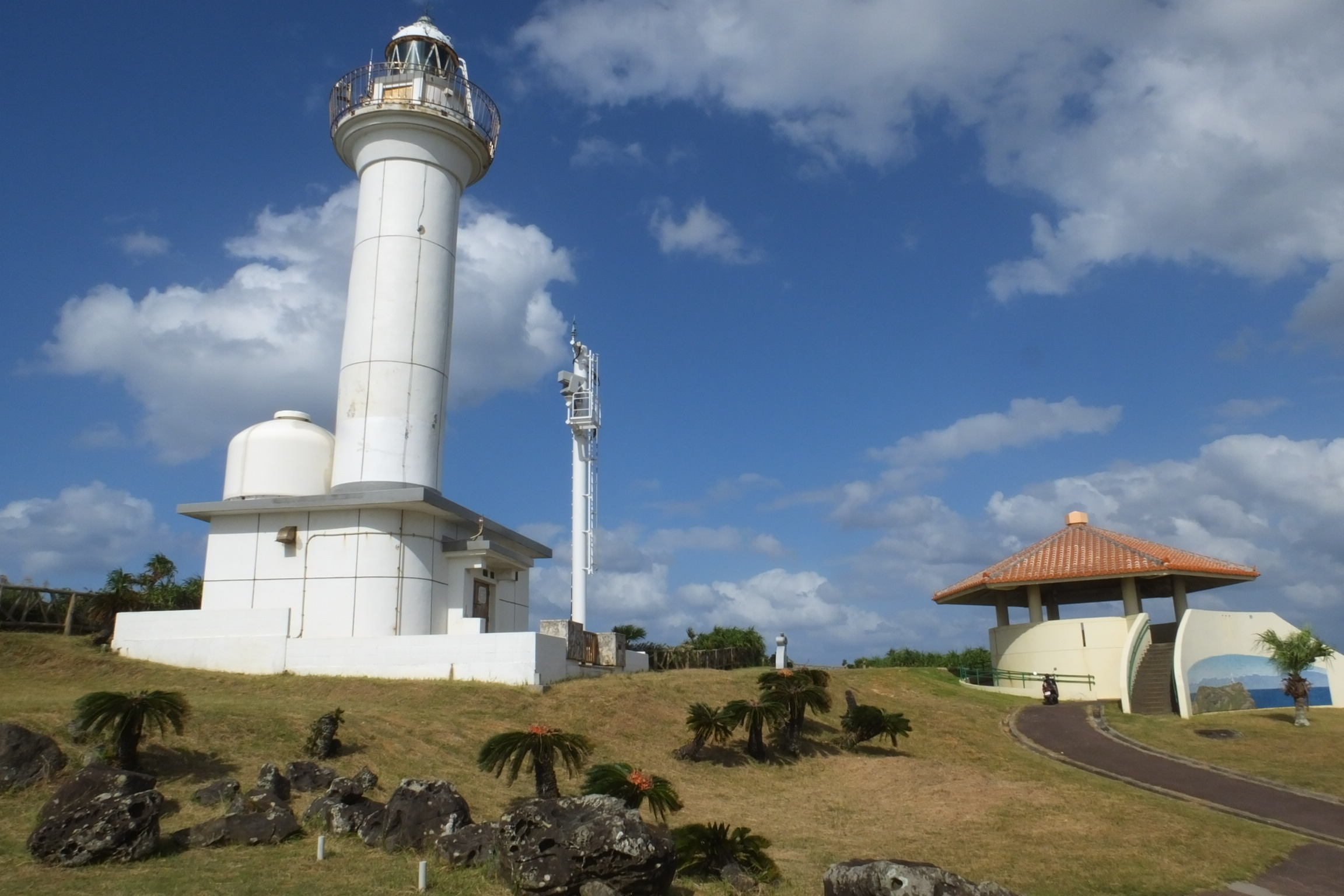
日本最後の夕日が見える丘
久部良港を挟んで西崎の向かいにある丘[90]。
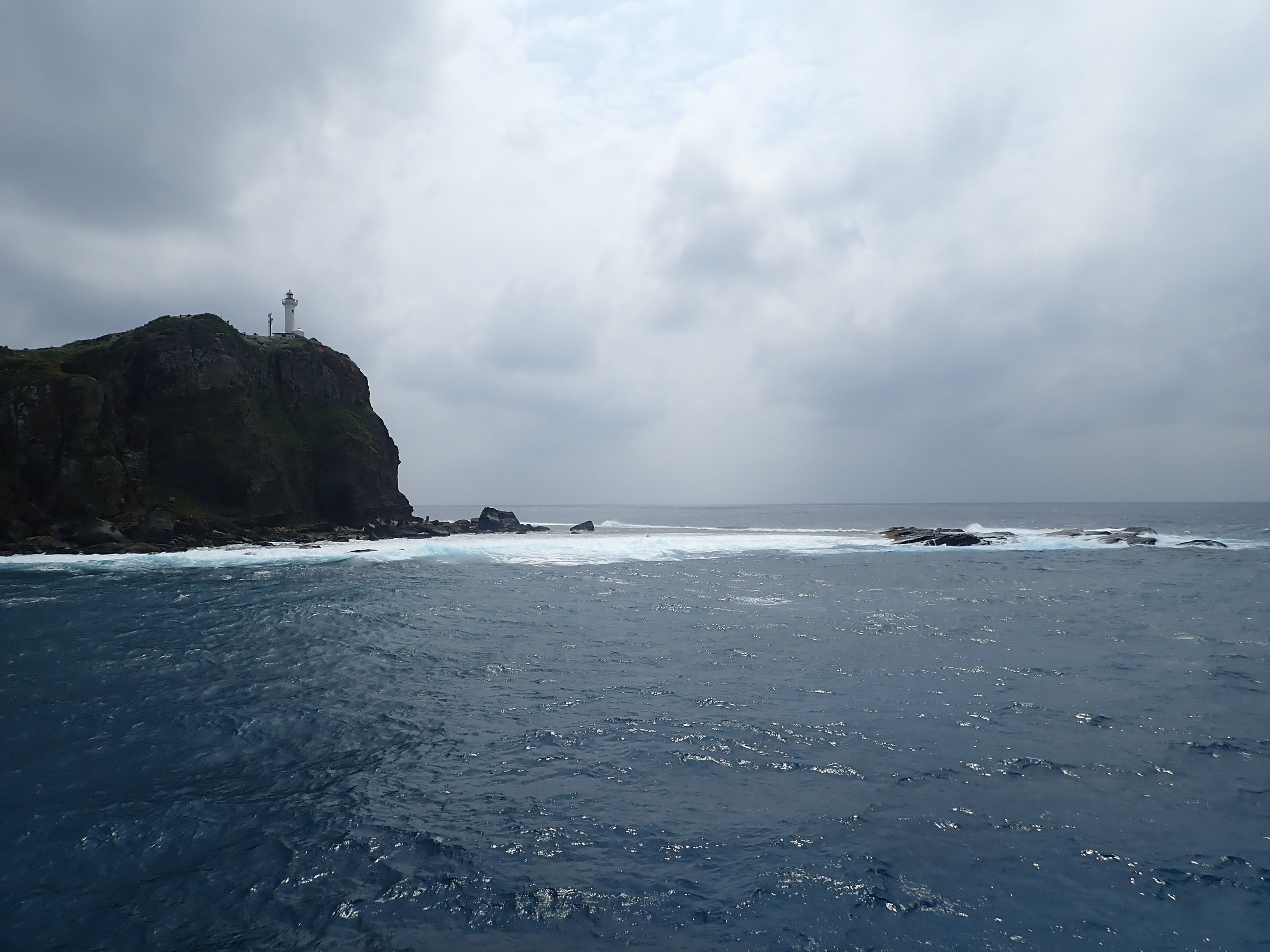
宇良部岳（うらぶだけ）
与那国島の最高峰（標高231.3 m）。しま山100選に選定されている。山頂付近まで車道が通じている[91]。
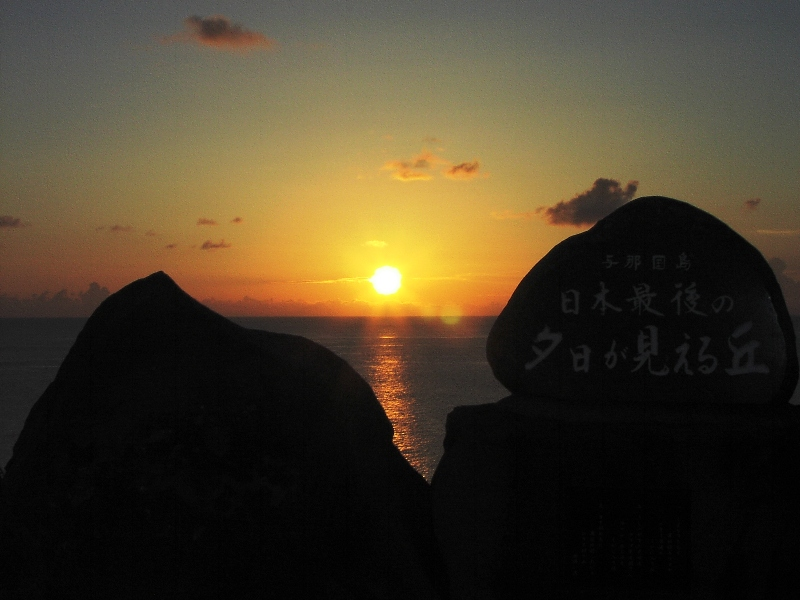
久部良バリ（くぶらバリ）
国指定の名勝。久部良地区にある岩場にある割れ目で、全長約15m、幅3.5m、深さ7m。かつて妊婦を集めてこれを飛び越えさせ、飛び越えたものだけが生きて子を産むことが出来たという伝承がある[36]。無事に飛び越えても腹を強打するか極度の緊張で流産する者も多かったという[37][38][39]。
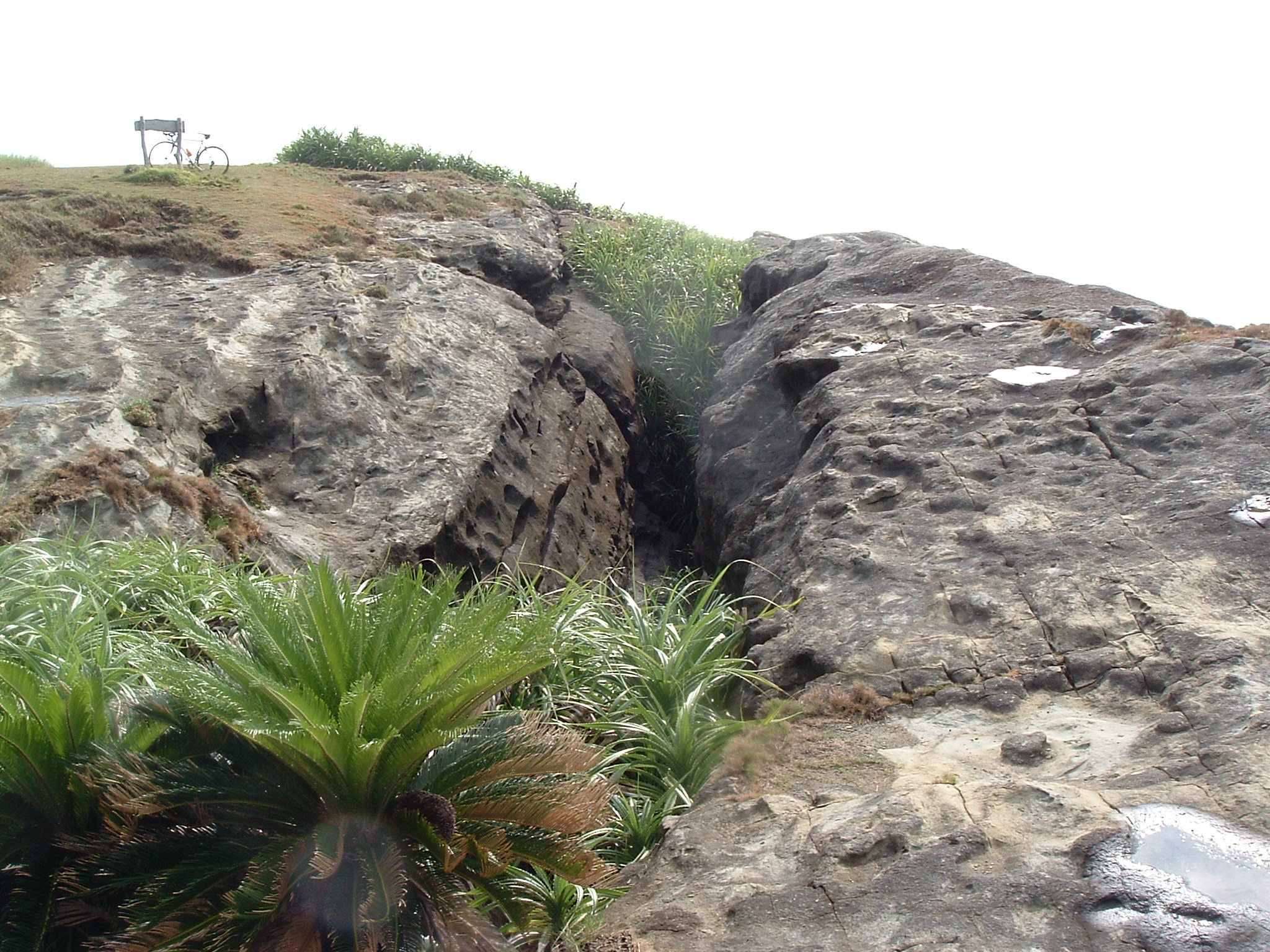
久部良フリシ（くぶらフリシ）
久部良バリとともに国の名勝に指定されている[36]。
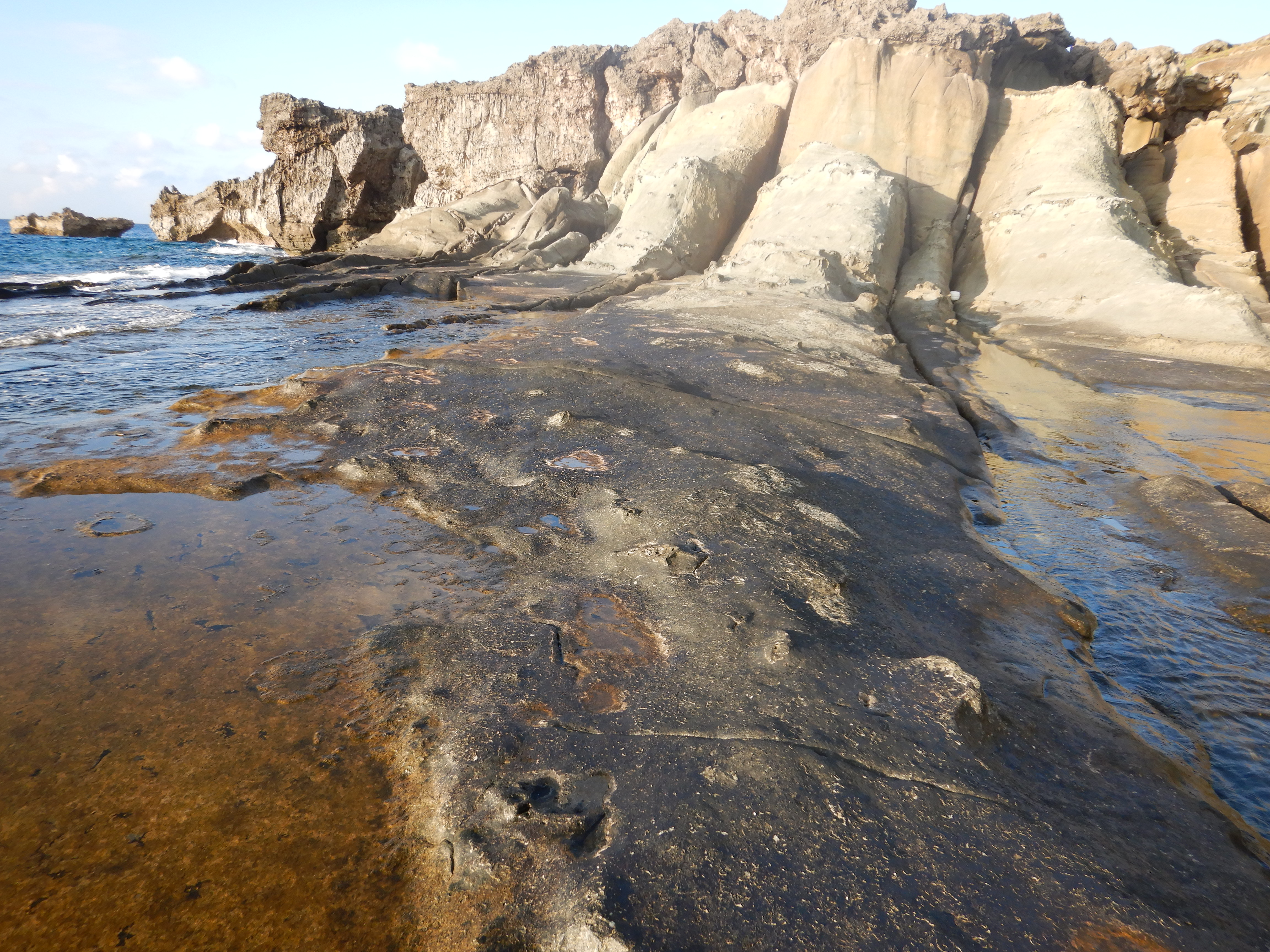
人升田（とぅんぐだ）
予告なくほら貝やドラを鳴らすことによって15-50歳の男子を招集し、規定時間内にこの田に入りきれなかったものを殺したとの伝承がある。
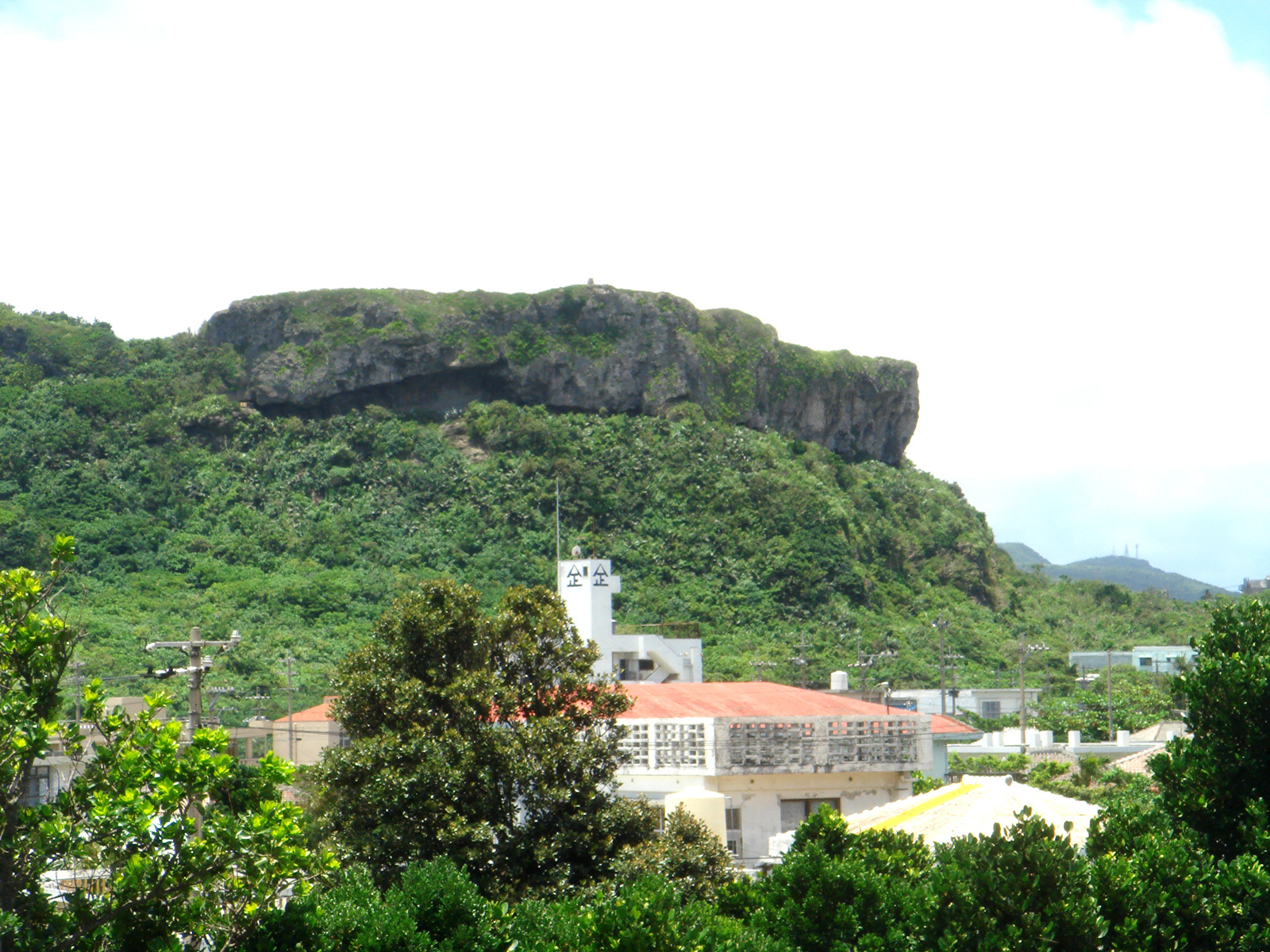
ティンダバナ
国指定の名勝[92][93]。
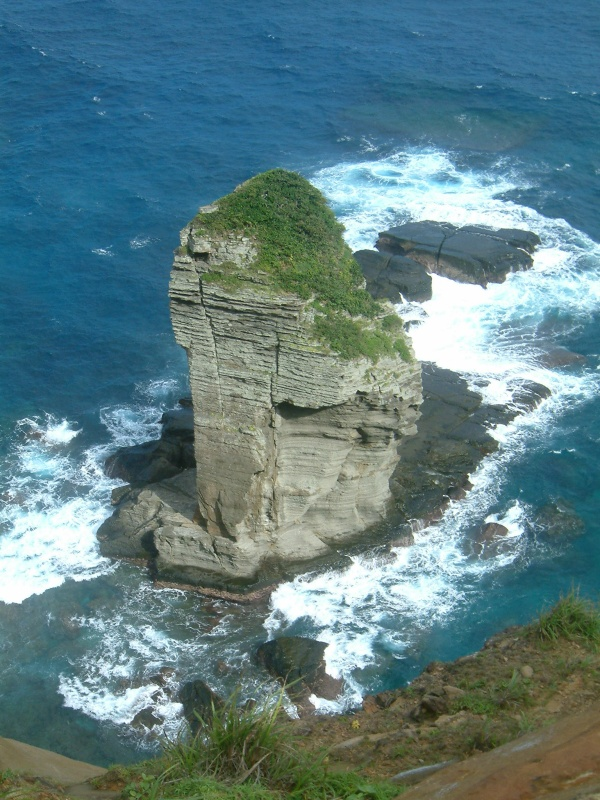
ダティグチディ
先島諸島火番盛（国の史跡）のひとつ[94]。
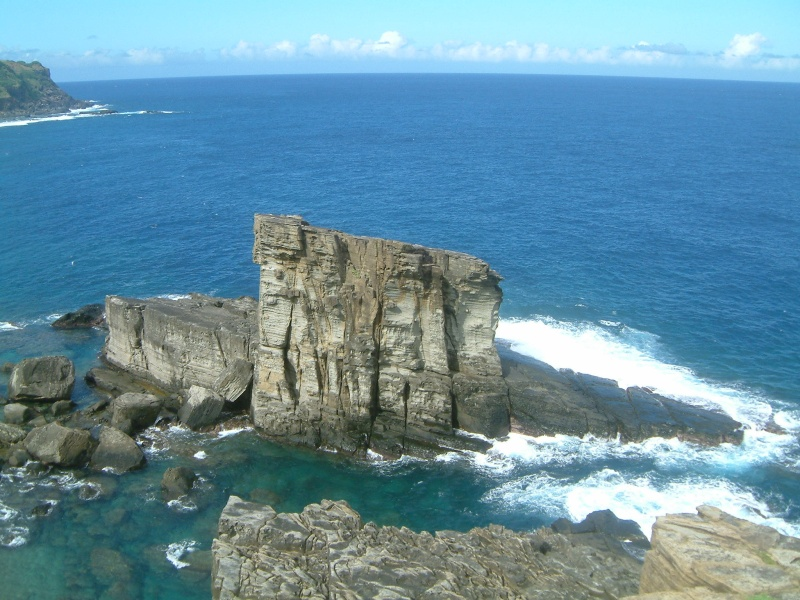
サンニヌ台（三根台）
  - 軍艦岩[95][96]
  - 立神岩（頓石（トンガン））[95]
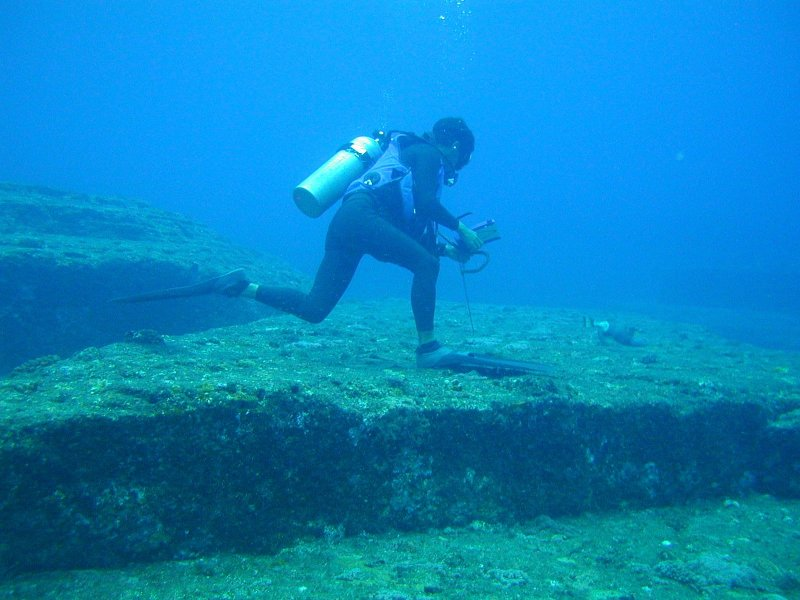
与那国島海底地形
自然地形とする説のほか、海底遺跡とする説もある。
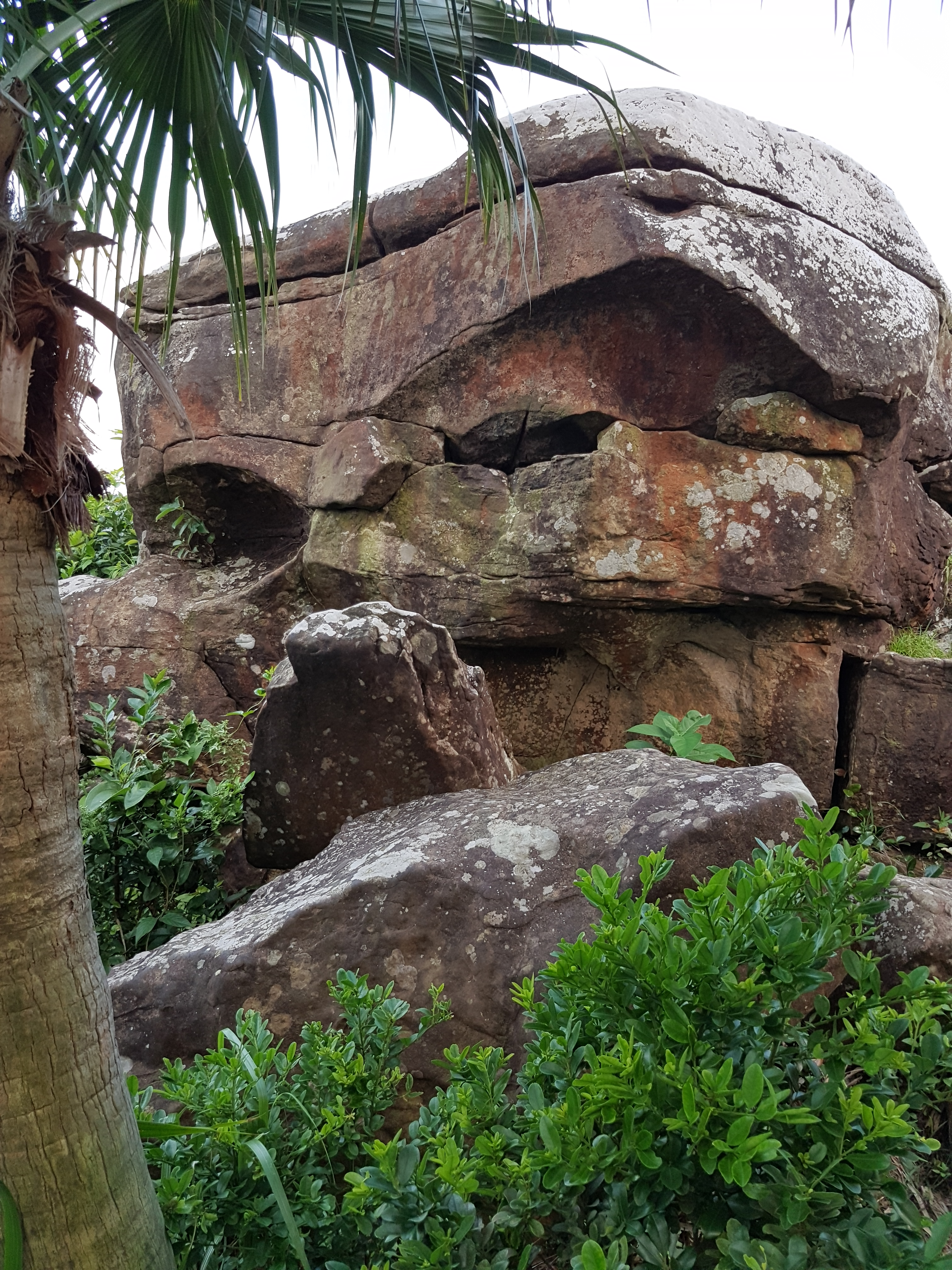
人面岩
人の顔のように見える石。
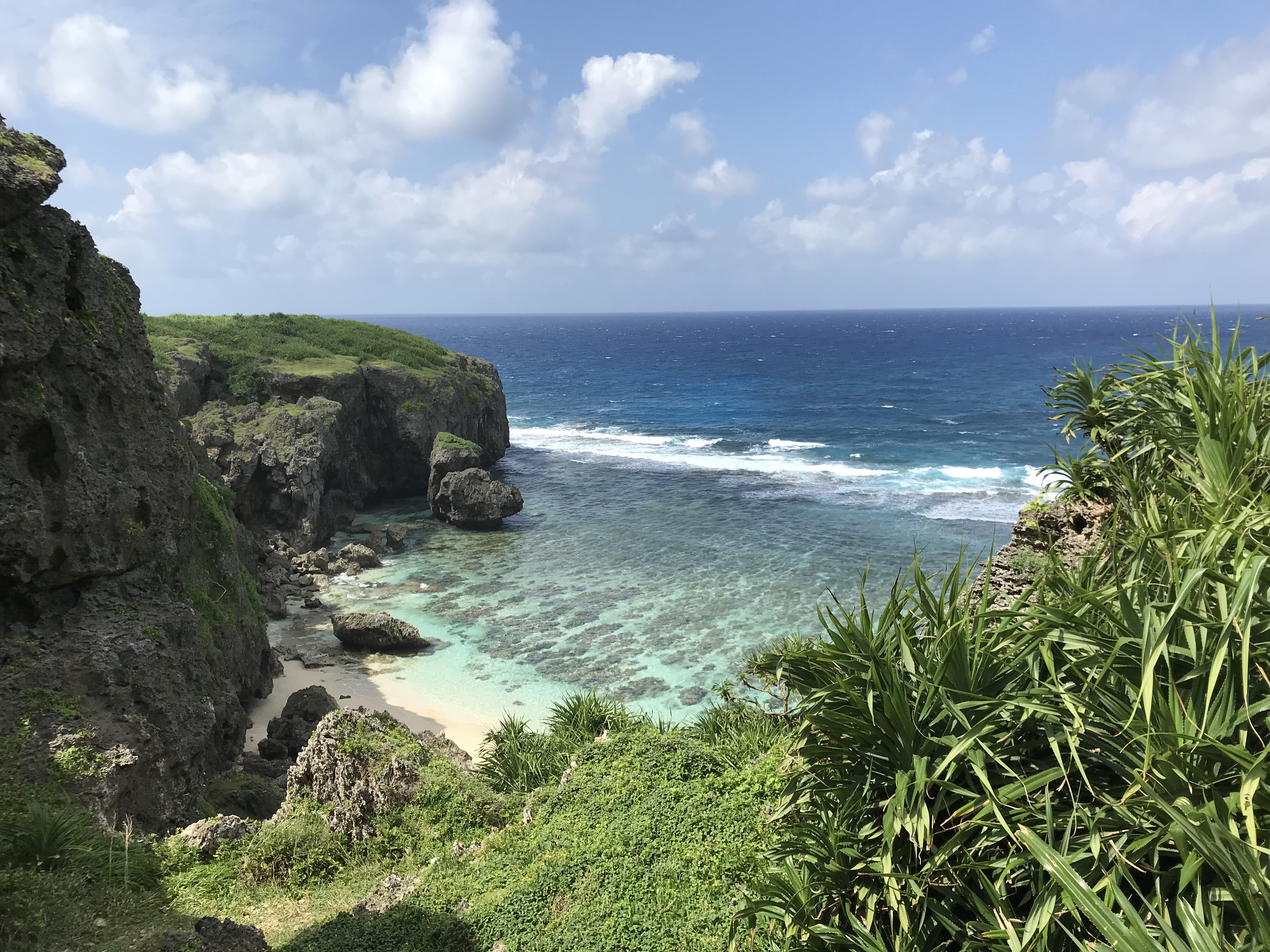
六畳ビーチ
六畳ほどの広さの砂浜。
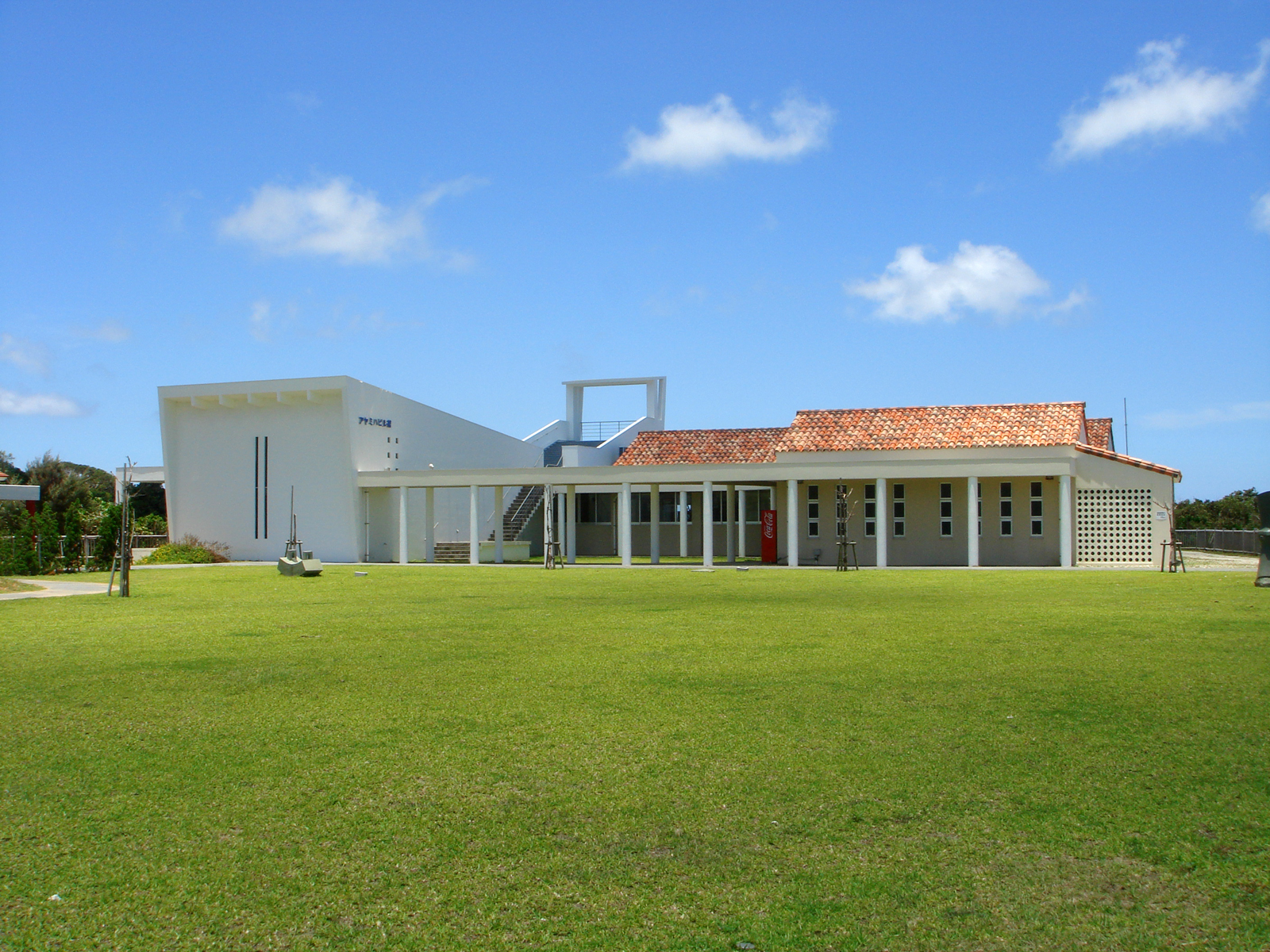
アヤミハビル館
ヨナグニサン（方言でアヤミハビル）等に関する展示を行う博物館。

- 東崎
- 西崎
- 西崎灯台
- 西埼灯台とトゥイシ
- 日本最後の夕日が見える丘
- 久部良バリ
- 久部良フリシ
- ティンダバナ
- 立神岩
- 軍艦岩
- 与那国島海底地形
- 人面岩
- 六畳ビーチ
- アヤミハビル館

### ダイビング
ダイビングの名所として非常に有名な島である。特に冬場に西崎で見られるハンマーヘッド（シュモクザメ）は人気があり、多くのダイバーが訪れる。また、人工物とする説もあり、「遺跡ポイント」と呼ばれる与那国島海底地形にも潜ることができる。このポイントは、非常に潮の流れが速いことがあるため、上級者向けのポイントであるが、状況によっては初級者も見ることができる。ダイビングサービスは島内に5軒ある。

### Dr.コトー診療所

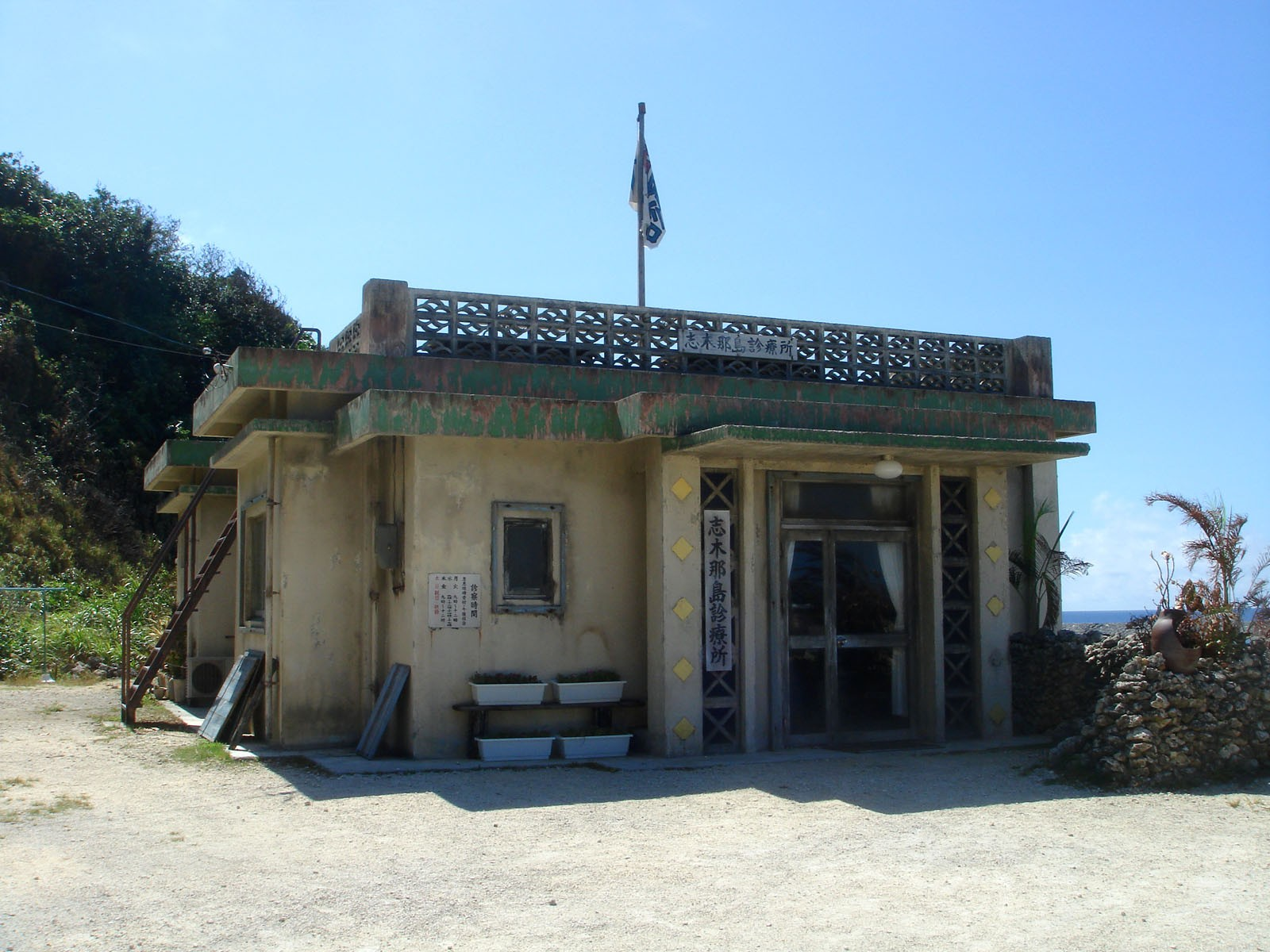
志木那島診療所として撮影に使用された建物

与那国島は、2003年夏に放映されたフジテレビ系列のドラマ「Dr.コトー診療所」の撮影地となった。比川には撮影に使用した診療所のセットが残っており、有料で内部を見学できる。2004年および2006年放映の続編や2022年公開の「劇場版 Dr.コトー診療所」でも、与那国島で撮影が行われた。

## 与那国島に関連する作品

### 与那国島を舞台とする作品
- 老人と海 - 1990年公開の記録映画[102]。
- 琉球の風 - 1993年放送のNHK大河ドラマ[96]。
- ソリトンの悪魔 - 与那国島沖合の海上都市を舞台とする梅原克文のSF小説[103]。
- ばちらぬん - 2022年公開の映画[104]。「ばちらぬん」は与那国島の言葉で「忘れない」という意味。与那国島の日常や祭事を取材したドキュメンタリーと幻想的に描かれるフィクションの世界が交差した物語。監督・東盛あいか。
- GAMERA -Rebirth- - 2023年にNetflixで配信された作品。与那国島の近海でガメラがギロンやバイラスと戦った[105]。
- ヨナグニ～旅立ちの島 - 2022年公開の記録映画。監督 アヌシュ・ハムゼヒアン、ヴィットーリオ・モルタロッティ[106]。

### 与那国島をモデル・ロケ地とする作品
- Dr.コトー診療所 ｰ テレビドラマ版および映画版において、舞台である架空の島、志木那島のロケが行われた[107]。なお、山田貴敏による原作漫画で志木那島のモデルとなったのは鹿児島県の下甑島である[108][109]。
- 夏空カナタ - 作中では塔弦島。ゆずソフト制作のゲーム。[要出典]
- 彼岸花が咲く島 - 与那国島が着想源のひとつである架空の島を舞台とする、李琴峰の小説。第165回芥川龍之介賞受賞[110]。